# Parc national de Bryce Canyon
Vous lisez un « article de qualité » labellisé en 2009.
Pour les articles homonymes, voir Bryce.
Le parc national de Bryce Canyon (en anglais : Bryce Canyon National Park) est un parc national américain situé dans le Sud de l'Utah.
D'une superficie de 145 km2, le parc est renommé pour ses formations géologiques composées de roches colorées aux formes coniques et âgées de dizaines de millions d'années. Le parc est constitué de zones élevées et semi-arides, et présente un ensemble d'immenses amphithéâtres naturels parsemés de nombreux hoodoos (cheminées de fée) produits par l'érosion du plateau de Paunsaugunt.
L'occupation humaine de la région remonte à une dizaine de milliers d'années mais aucune preuve archéologique n'indique pourtant que l'Homme y vit en permanence. Les régions environnantes du parc sont habitées par des peuplades précolombiennes entre le IIe siècle et le XIIe siècle, puis par des autochtones Païutes qui y limitent leurs activités à la chasse et la cueillette.
Les premiers explorateurs européens parviennent au sud de l'Utah à la fin du XVIIIe siècle et les premiers colons, des mormons, s'y installent à la fin du XIXe siècle. À la suite du travail que le charpentier Ebenezer Bryce effectue dans la région, cette petite communauté nomme le lieu Bryce Canyon. Il s'agit cependant d'un amphithéâtre naturel et non d'un canyon. En 1928, Bryce Canyon et sa région environnante deviennent un parc national. Les membres du personnel du National Park Service ont depuis pour mission de protéger les richesses du parc tout en accueillant et en sensibilisant le million de touristes qui visitent le parc chaque année.

## Géographie
Situé au sud-ouest de l'État de l'Utah, le parc s'étend sur les territoires des comtés de Garfield et de Kane. Les métropoles les plus proches sont Las Vegas à 350 km au sud-ouest, Salt Lake City à 400 km au nord, et Denver à plus de 800 km au nord-est. Malgré son isolement, le parc est facilement accessible grâce à la route touristique américaine Utah State Route 12. D’une superficie totale de 145 km2, le parc s’étend sur environ 30 km du nord au sud, alors que sa largeur varie entre 2 et 10 km.

### Relief
Le parc se situe en altitude, son point culminant étant à 2 778 mètres et le plus bas, au niveau du ruisseau Yellow Creek, à 2 018 mètres d'altitude,.

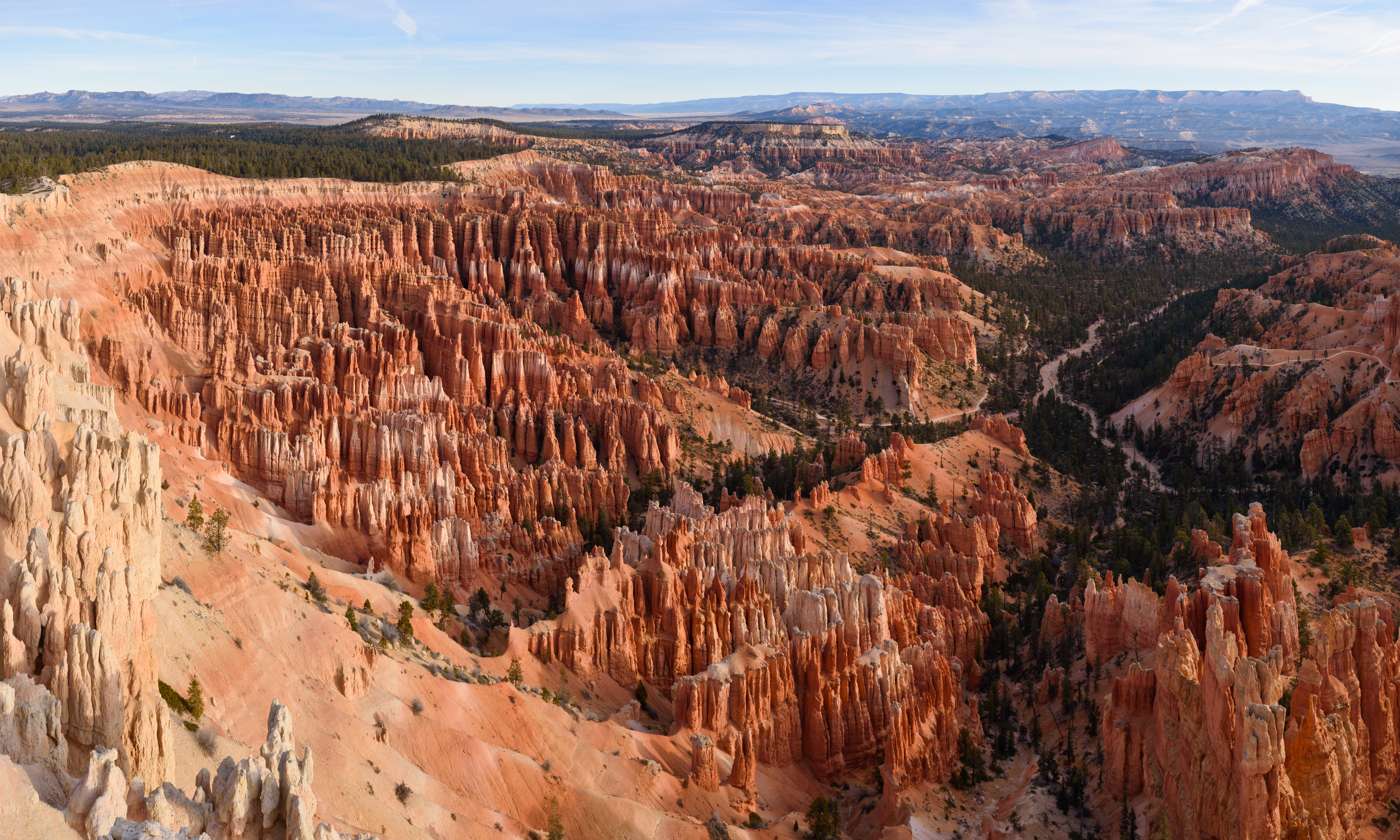
Le panorama à Inspiration Point dans le parc national de Bryce Canyon. Novembre 2018.
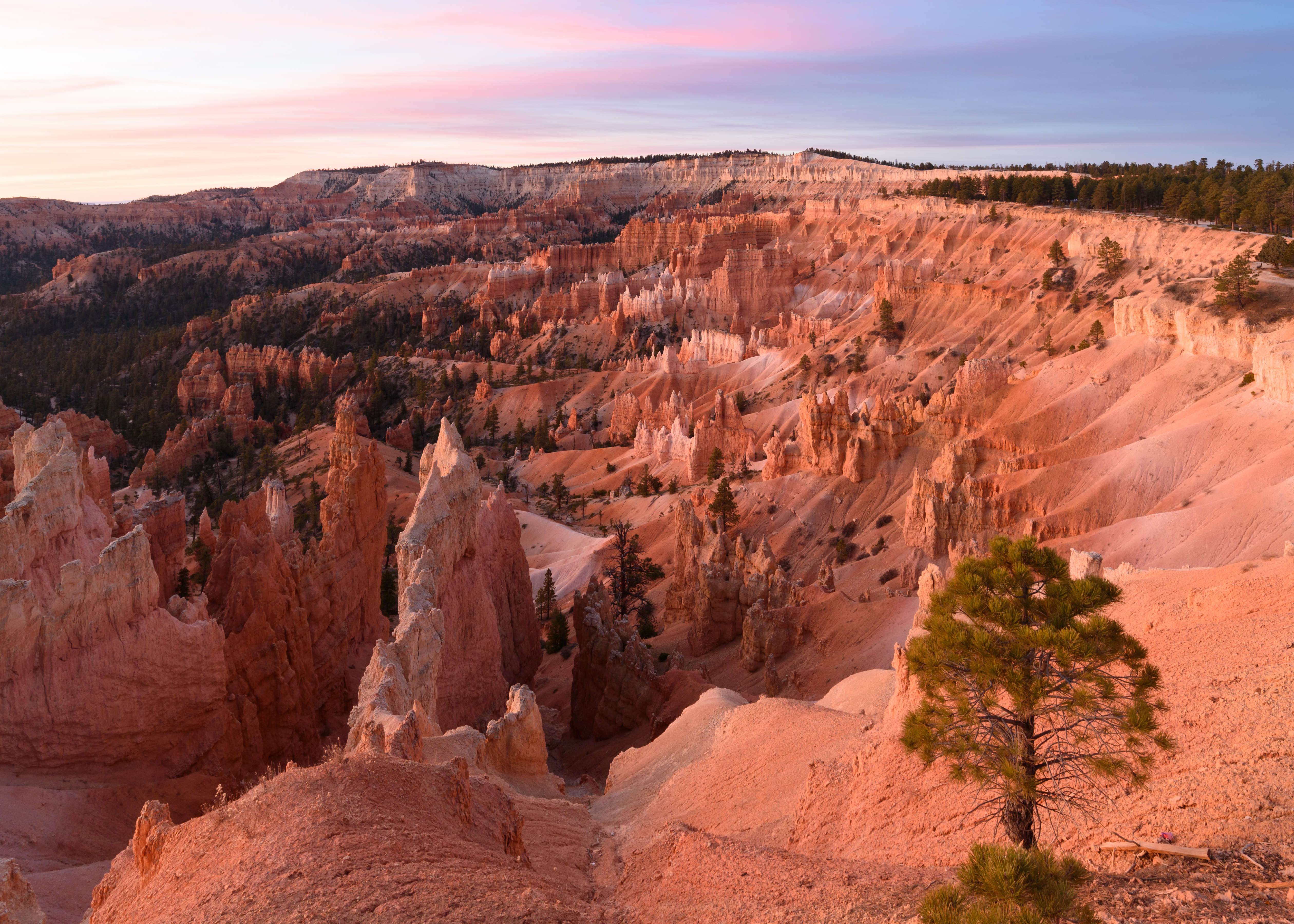
Le panorama à Sunrise Point, dans le parc. Novembre 2018.
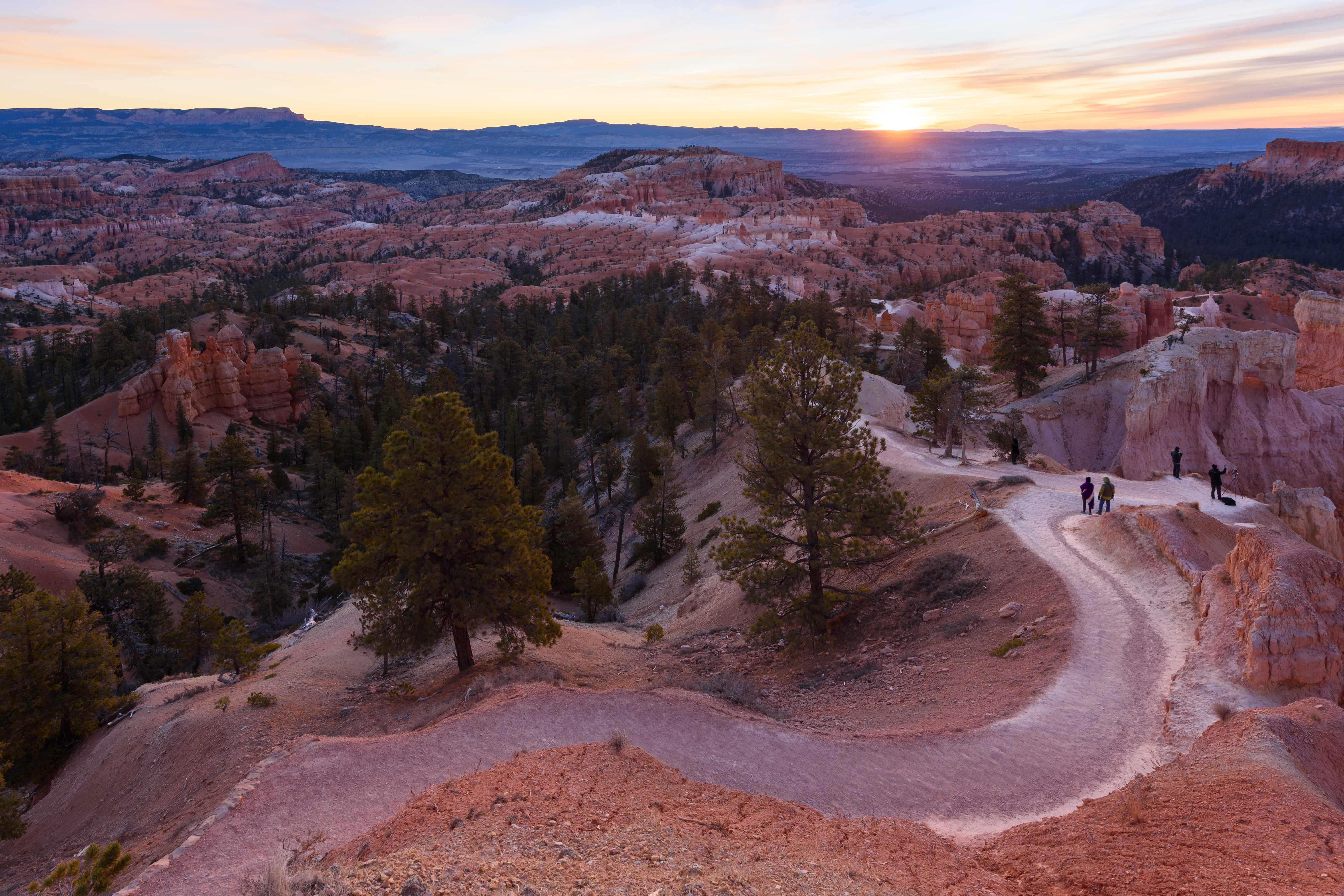
Autre panorama à Sunrise Point. Novembre 2018.

Toute la région appartient à la partie occidentale du plateau du Colorado, célèbre pour ses roches rougeâtres soumises à l’érosion, et présentes dans tous les parcs nationaux des environs. Bryce Canyon appartient plus particulièrement au sous-plateau de Paunsaugunt, qui s'étend sur une région de 40 km sur 16 km. Plusieurs amphithéâtres naturels y sont creusés par l'érosion. Le plus grand d'entre eux, Bryce Canyon, mesure près de 20 km de long sur 5 km de large, pour une profondeur maximale d'environ 250 m. Un chemin longe le bord supérieur de l'amphithéâtre et plusieurs postes d'observation, dénommés Sunrise Point, Sunset Point, Inspiration Point et Bryce Point, y sont présents.

### Climat
La région est sous l'influence d'un mélange de climats continental et montagnard. Le climat présente des hivers assez rigoureux et froids, et des étés relativement chauds. Le record de température minimale est de −34,4 °C, alors que le record de température maximale est de 36,1 °C. Des gelées peuvent se produire tout au long de l'année bien que celles-ci soient habituellement absentes de juin à septembre.
Les précipitations, bien que régulières toute l'année, sont peu importantes dans le parc bien que celles-ci soient supérieures à celles des régions basses environnantes. L’humidité provenant surtout de l’océan Pacifique est stoppée au niveau de la chaîne montagneuse de la Sierra Nevada située plus à l’ouest. Les zones de faible altitude comprises entre la Sierra Nevada et le parc, qui font partie du Grand Bassin, présentent les conditions d'un désert d’abri. L'altitude plus élevée du plateau sur lequel se trouve le parc permet à la zone de recevoir plus de précipitations que les basses plaines désertiques. Les mois de mai et de juin sont les moins pluvieux, alors que le mois d'août est le plus arrosé. L'été est marqué par la mousson nord-américaine présente dans les régions désertiques du centre des États-Unis, qui se distingue du phénomène asiatique du même nom. Les pluies sont bien moins abondantes mais sont régulières les après-midis durant le mois d'août. Les petits canyons peuvent ainsi être très rapidement inondés par d'intenses coulées de boue. En raison des basses températures, une grande partie des précipitations peut prendre la forme de neige.
| Mois                              | jan.  | fév.  | mars | avril | mai  | juin | jui. | août | sep. | oct.  | nov.  | déc.  | année |
| --------------------------------- | ----- | ----- | ---- | ----- | ---- | ---- | ---- | ---- | ---- | ----- | ----- | ----- | ----- |
| Température minimale moyenne (°C) | −12,8 | −10,5 | −8,3 | −3,9  | −0,6 | 3,3  | 8,3  | 7,2  | 2,8  | −1,7  | −7,2  | −11,7 | −2,9  |
| Température maximale moyenne (°C) | 3,9   | 5     | 7,8  | 13,3  | 18,8 | 24,4 | 28,3 | 26,6 | 23,3 | 17,2  | 10,5  | 5,6   | 15,4  |
| Record de froid (°C)              | −34,4 | −33,9 | −25  | −20,6 | −15  | −6,7 | −3,9 | −8,3 | −8,3 | −18,9 | −28,9 | −30,6 | −34,4 |
| Record de chaleur (°C)            | 16,7  | 18,9  | 24,4 | 27,8  | 31,6 | 35,5 | 36,1 | 34,4 | 32,8 | 29,4  | 23,8  | 19,4  | 36,1  |
| Précipitations (mm)               | 43,2  | 35,6  | 35,6 | 30,5  | 20,3 | 15,2 | 35,6 | 55,9 | 35,6 | 35,6  | 30,5  | 40,6  | 414,2 |

### Hydrographie

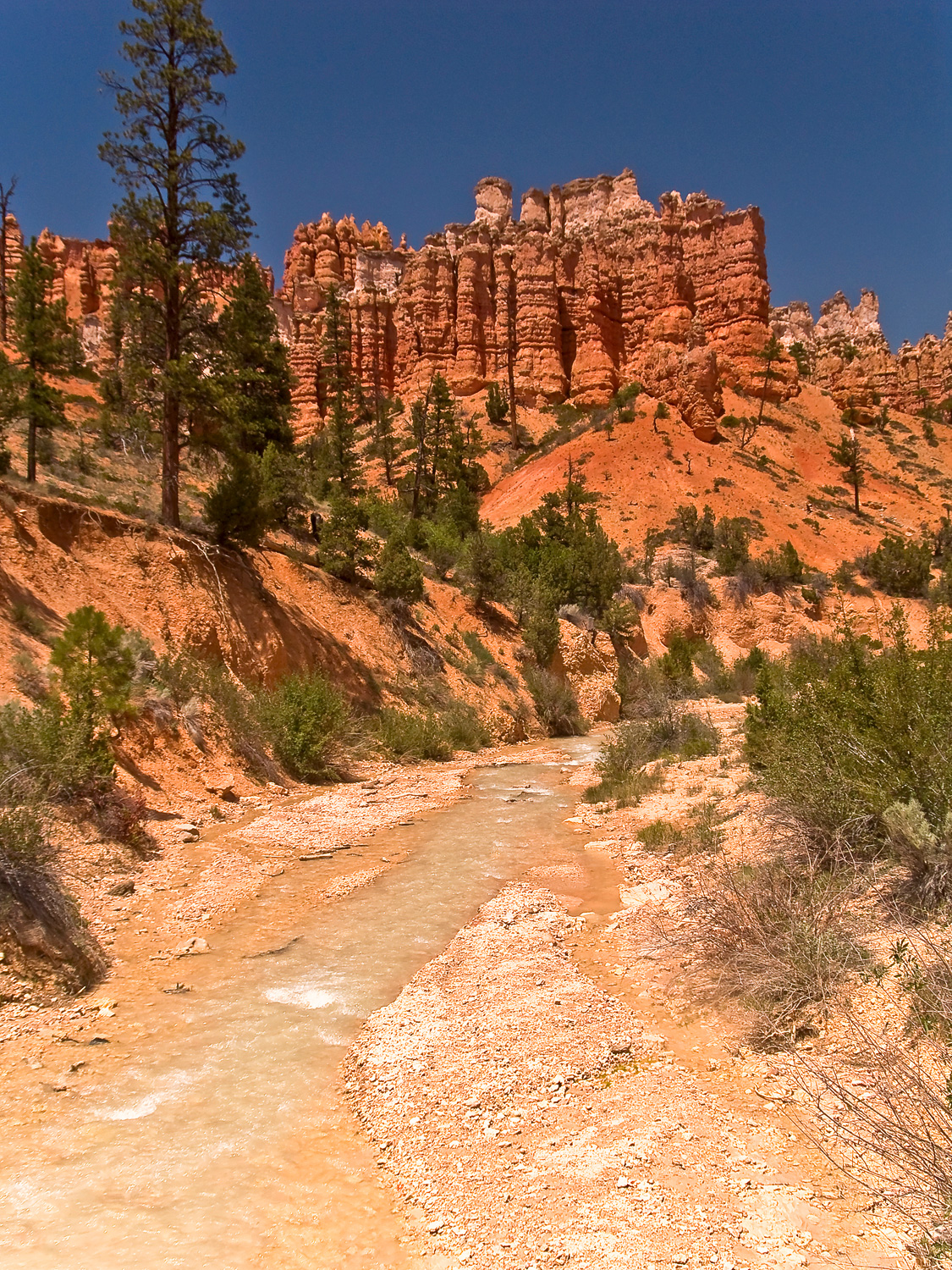
La rivière Paria à l'est du parc.

Le côté occidental du parc appartient au bassin hydrographique de la rivière Sevier. Celle-ci s'écoule en bordure du parc avant de se jeter plus au nord dans le lac Sevier qui est endoréique (les eaux qui entrent dans le lac n'en ressortent que par évaporation). Ce dernier, comme le Grand Lac Salé d'ailleurs, sont des vestiges de l'immense lac Bonneville. Cela signifie également que la partie occidentale du parc appartient au Grand Bassin.
La rivière Paria et les ruisseaux de l'est du parc appartiennent quant à eux au bassin du fleuve Colorado. Les eaux sortent du parc à l'est, traversent la forêt nationale de Dixie avant de rejoindre ce fleuve. Ce dernier, qui prend sa source dans les montagnes Rocheuses, s'écoule en direction du sud-ouest pour terminer sa course dans le golfe de Californie au Mexique, après avoir parcouru près de 2 250 km,,.

## Géologie

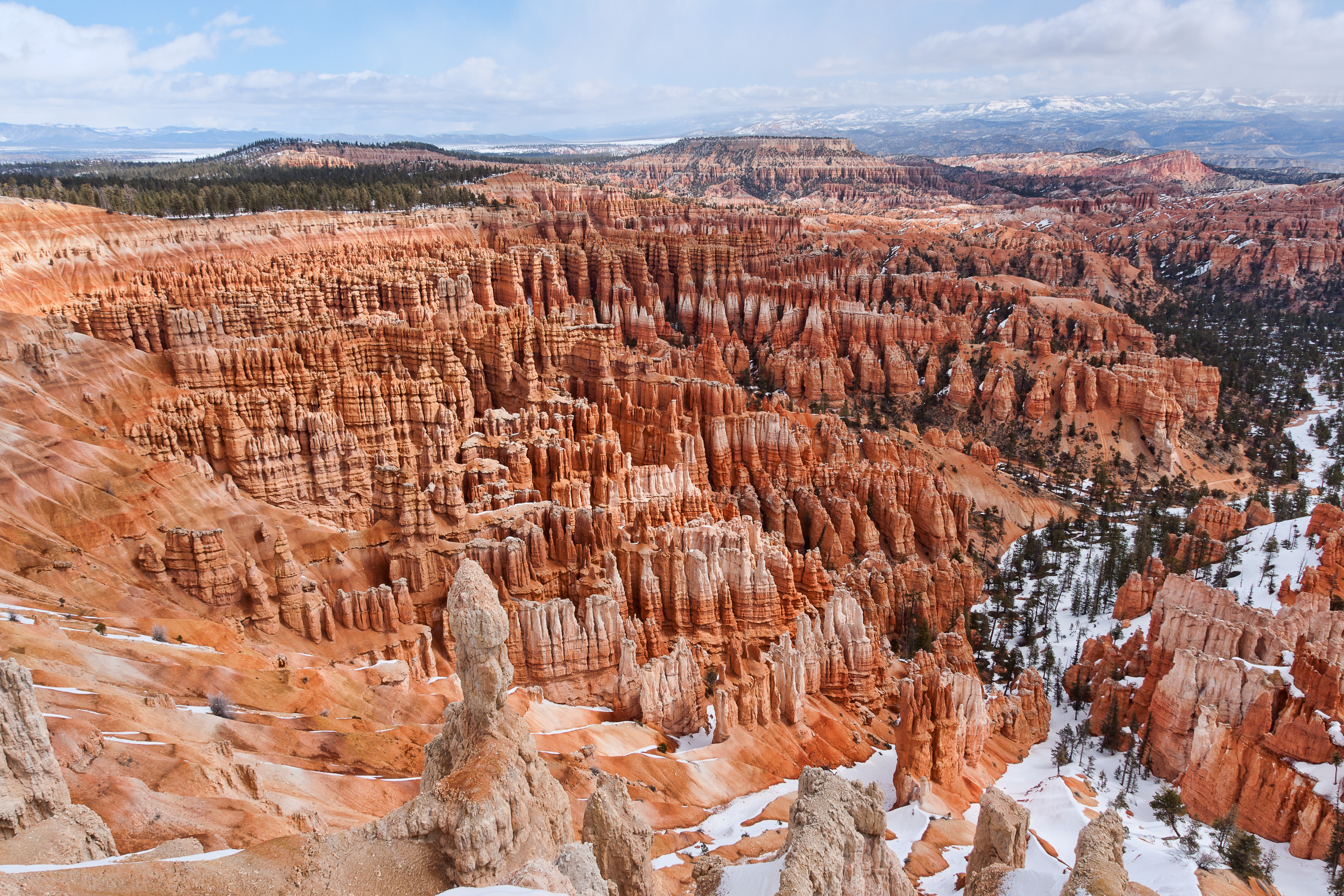
Vue sur l'amphithéâtre naturel de Bryce Canyon.

L'histoire géologique de la région est marquée par de nombreux dépôts de sédiments du début du Crétacé jusqu'à la fin du Paléogène (c'est-à-dire de 130 à 40 Ma). L'érosion de ces dépôts a ensuite créé au fil des années des hoodoos et d'autres structures géologiques.
Les roches de Bryce Canyon sont plus jeunes que celles du parc national de Zion, elles-mêmes plus jeunes que celles du Grand Canyon. La formation géologique de Bryce Canyon est ainsi la plus récente formation géologique de ce que l'on nomme le Grand Staircase, une immense suite de strates sédimentaires qui va jusqu'au Grand Canyon.
À la fin du Crétacé, la région aujourd'hui aride est recouverte par une mer intérieure peu profonde reliant le golfe du Mexique à l'océan Arctique,. Au fil du temps, le niveau de la mer varie et la région est tantôt immergée et tantôt émergée. Les couches géologiques de la région sont ainsi une succession de couches de dépôts sédimentaires marins et de dépôts de poussières,. Bien plus tard, la mer se retire totalement et laisse place à des plaines régulièrement inondées. Les plaines sont traversées par des rivières et parsemées de lacs qui recouvrent à nouveau le sol de dépôts qui sont à l'origine de la création de nombreuses formations géologiques.

### Orogenèse

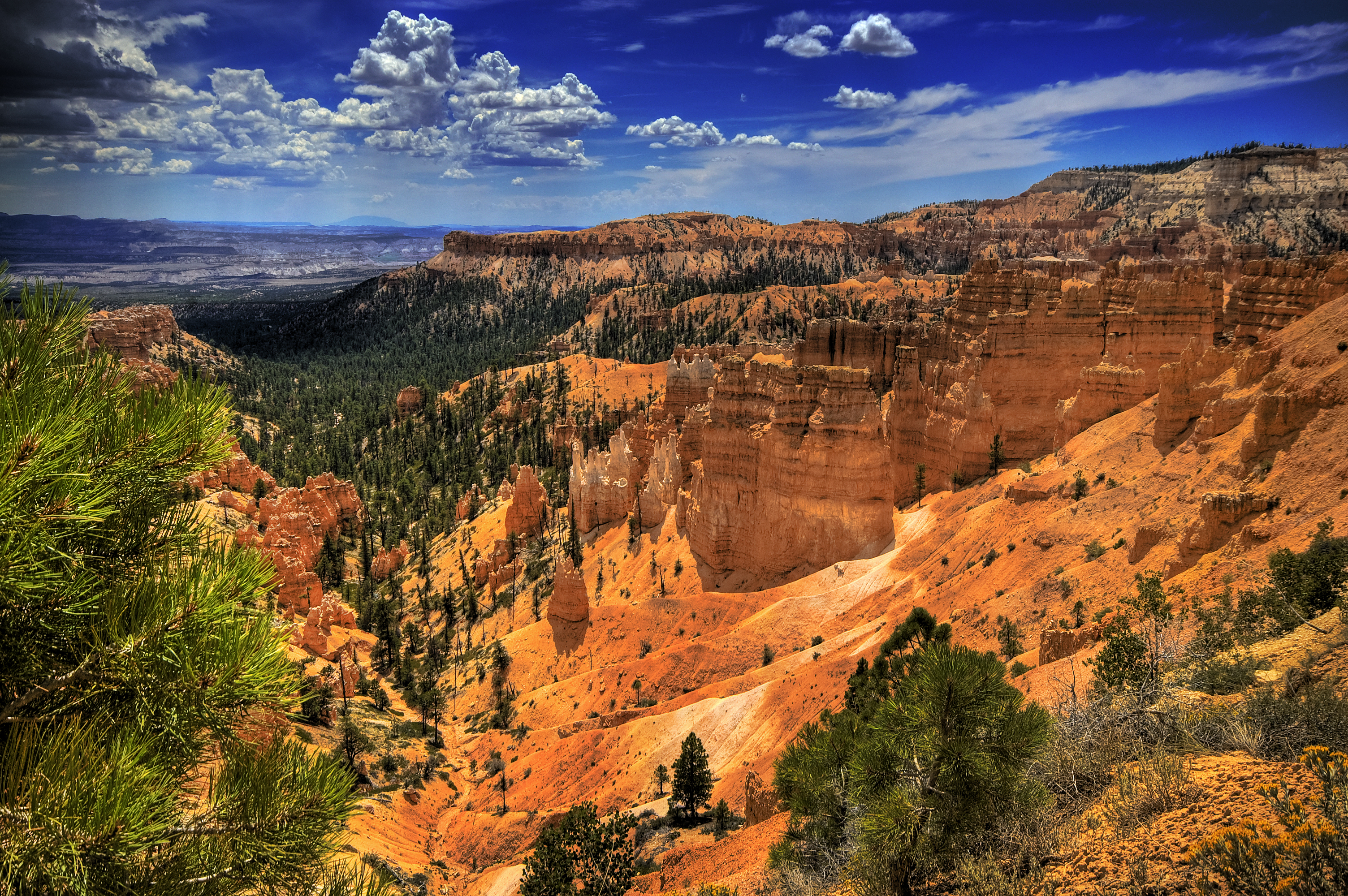
Roches colorées dans le parc. La coloration rouge provient de l'hématite, un oxyde de fer.

L'orogenèse du Laramide, qui est à l'origine de la formation des montagnes Rocheuses, se déroule en parallèle de la fin du Crétacé au début du Paléocène (75 à 45 millions d'années). Durant cette période, les couches de dépôts précédemment accumulées sous les eaux sont soulevées. L'orogenèse s'arrête un moment durant l'Éocène. De nombreuses inondations importantes ont lieu à cette époque, laissant d'énormes dépôts de nouveaux sédiments. Les dépôts d'oxyde de fer ont créé une hématite de coloration rougeâtre, bien visible dans les roches de la région. Ces boues sont à l'origine de la formation de Claron dans laquelle se sont constitués les hoodoos colorés présents dans le parc. En plus de l'hématite, on trouve des limonites de coloration jaunâtre.
Finalement, un dernier mouvement tectonique est à l'origine du soulèvement de la partie occidentale du plateau du Colorado. Cette partie est ainsi découpée en neuf sous-plateaux dont le plateau de Paunsaugunt qui englobe le parc national de Bryce Canyon,. Ce soulèvement pousse le plateau à plus de 600 mètres au-dessus des vallées qui bordent son flanc occidental et son flanc oriental, tout en mettant à nu par érosion les roches de la formation de Claron. Ces vallées sont depuis drainées par la rivière Sevier à l'ouest et la rivière Paria à l'est. Le plateau sépare depuis lors les bassins hydrographiques du Grand Bassin à l'ouest et du fleuve Colorado à l'est.

### Érosion

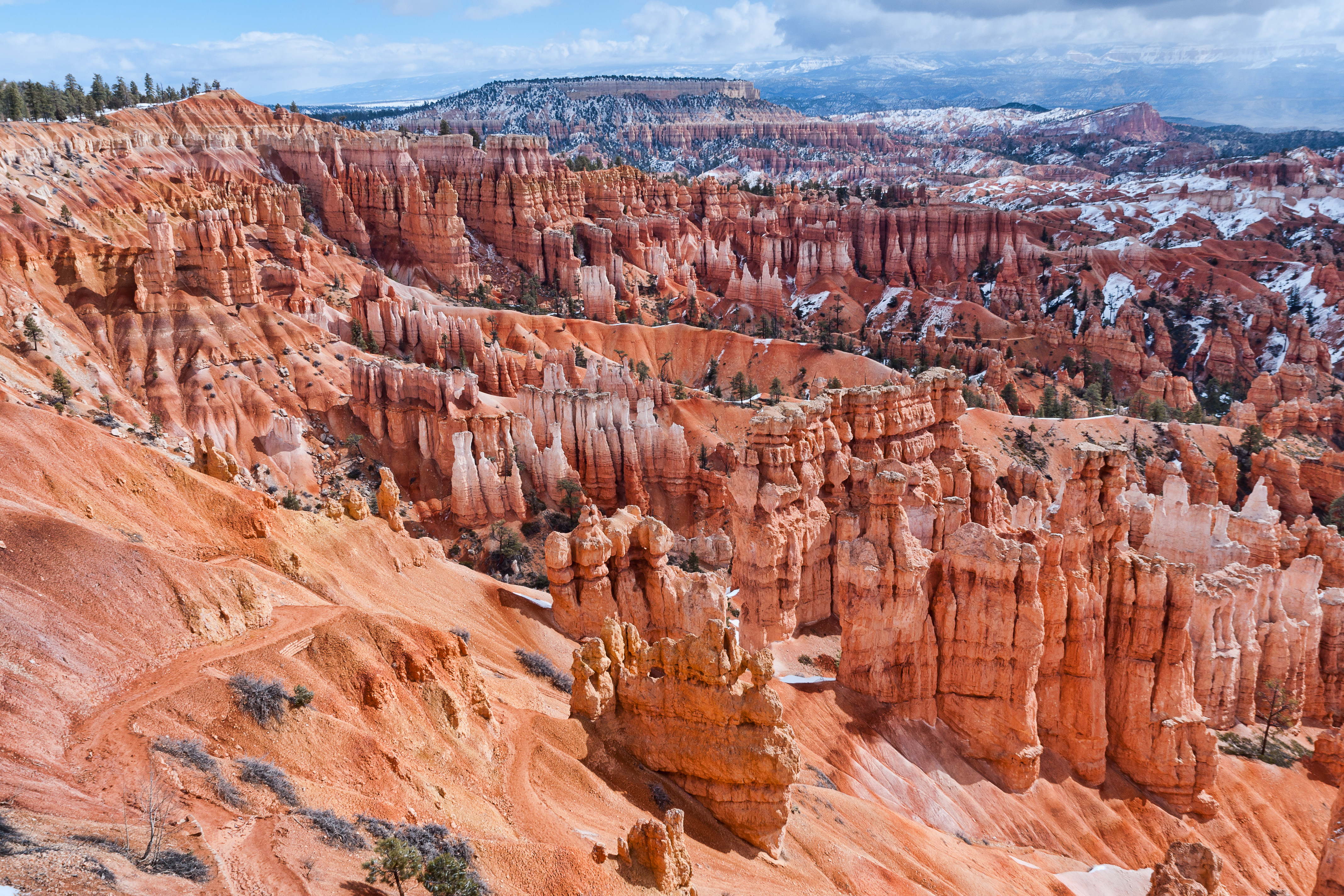
Hoodoos.

Dans le parc, l'érosion du plateau de Paunsaugunt entraîne la formation de différentes structures géologiques appelées murailles, arches et hoodoos. La couche géologique qui constitue la partie supérieure du plateau, la formation de Claron, est composée de roches sédimentaires et calcaires assez friables.
Les bords du plateau s'érodent au fil du temps et forment des avancées de plus en plus étroites en forme de murs. Ces murs naturels commencent alors à se perforer au niveau de leurs points les plus faibles et des arches apparaissent. Avec le temps, elles s'agrandissent avant de se briser. Il ne reste plus alors que des piliers que l'on appelle hoodoos.
Dans le parc, les arches peuvent avoir un diamètre variant entre 1 et 19 mètres. Ce type d'ouverture se forme dans la roche lorsque les précipitations y entrent, occupent davantage de volume lorsque l'eau se transforme en glace en cas de gel, et font ainsi exploser la roche par endroits. Dans le parc, ce phénomène de gel et de dégel peut se produire jusqu'à 200 fois chaque année.
Les hoodoos ont des hauteurs variant de 1,5 à 45 mètres, ce qui reste toutefois bien inférieur à l'arche du Rainbow Bridge également située dans la région. La variation de l'épaisseur des hoodoos sur toute leur hauteur est très fluctuante, ce qui les différencie d'une simple colonne et leur donne des formes très variées. Certains d'entre eux ont été baptisés comme le « Marteau de Thor », la « Reine Victoria », ou « E.T. ». Les roches de la formation de Claron, dans lesquelles se forment les hoodoos, datent du Paléocène ou de l'Éocène (40 à 60 millions d'années). Elles sont essentiellement composées de calcaires mais aussi d'un peu de sables et d'argiles, car elles sont issues de dépôts de sédiments qui se sont accumulés au fond de lacs peu profonds et aujourd'hui disparus. Leurs colorations proviennent des différents minéraux inclus dans ceux-ci. La roche, en grande partie calcaire, est également érodée par l'acidité des eaux pluviales. Les hoodoos ont une meilleure résistance à l'érosion par rapport à la roche qui les entoure parce qu'ils disposent d'une fine couche supérieure de protection contenant du magnésium plus résistant aux intempéries. On estime que l'érosion du plateau se fait à un rythme de 0,6 à 1,3 mètre tous les 100 ans, ce qui signifie que de nouveaux hoodoos pourraient encore se former pendant environ trois millions d’années.

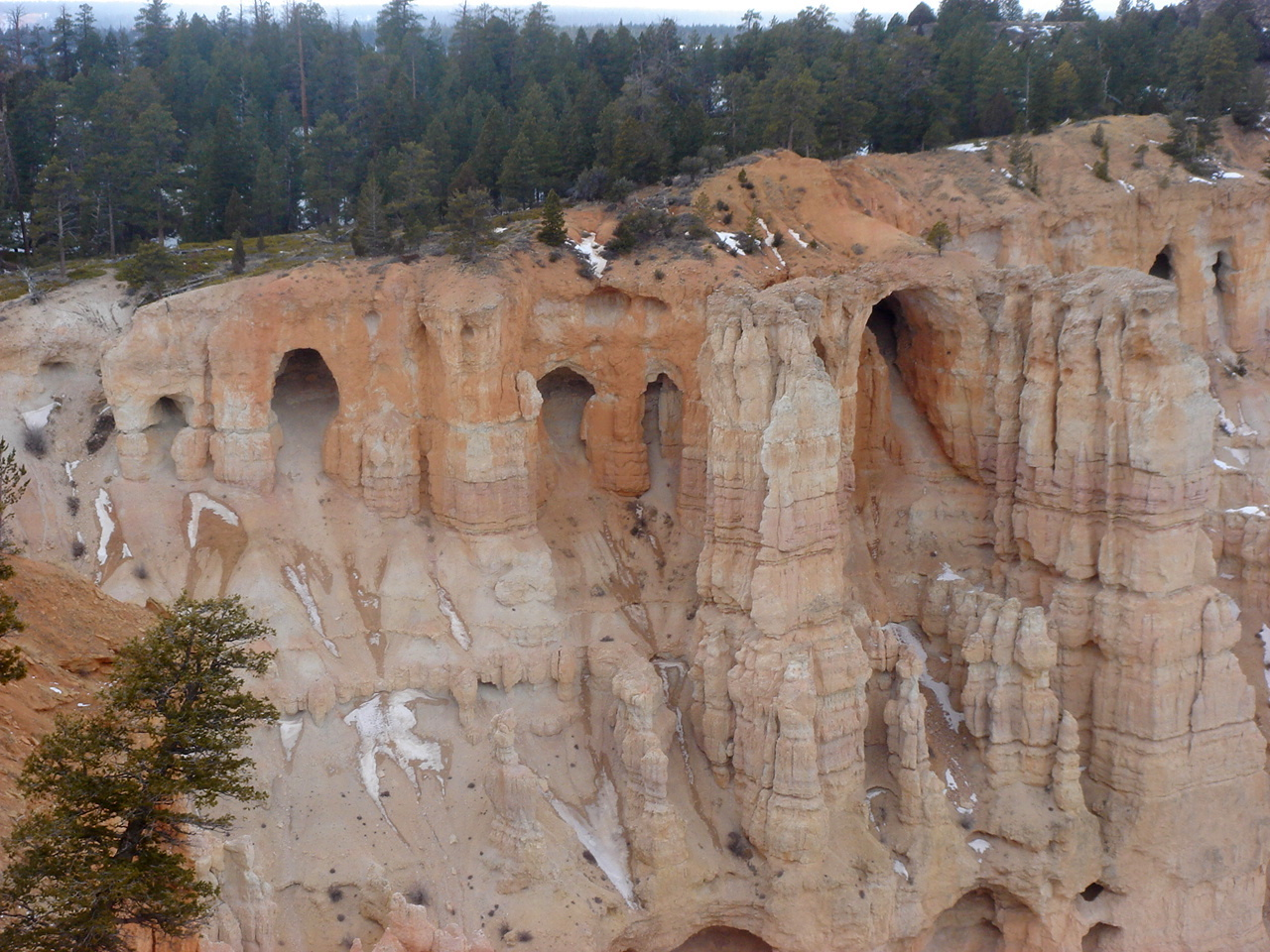
L'érosion fait apparaître des arches, puis des hoodoos.
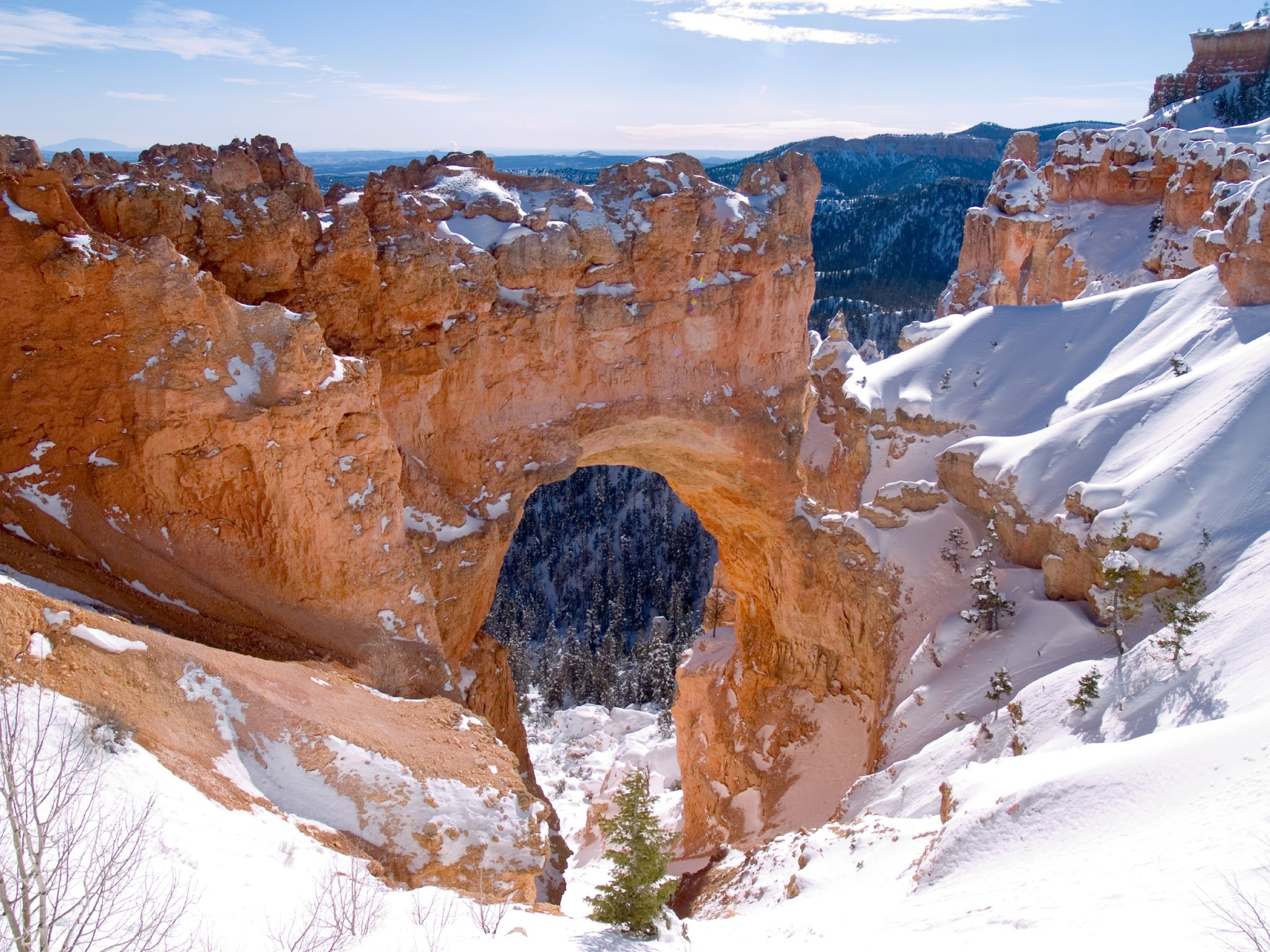
Arche dans le parc.
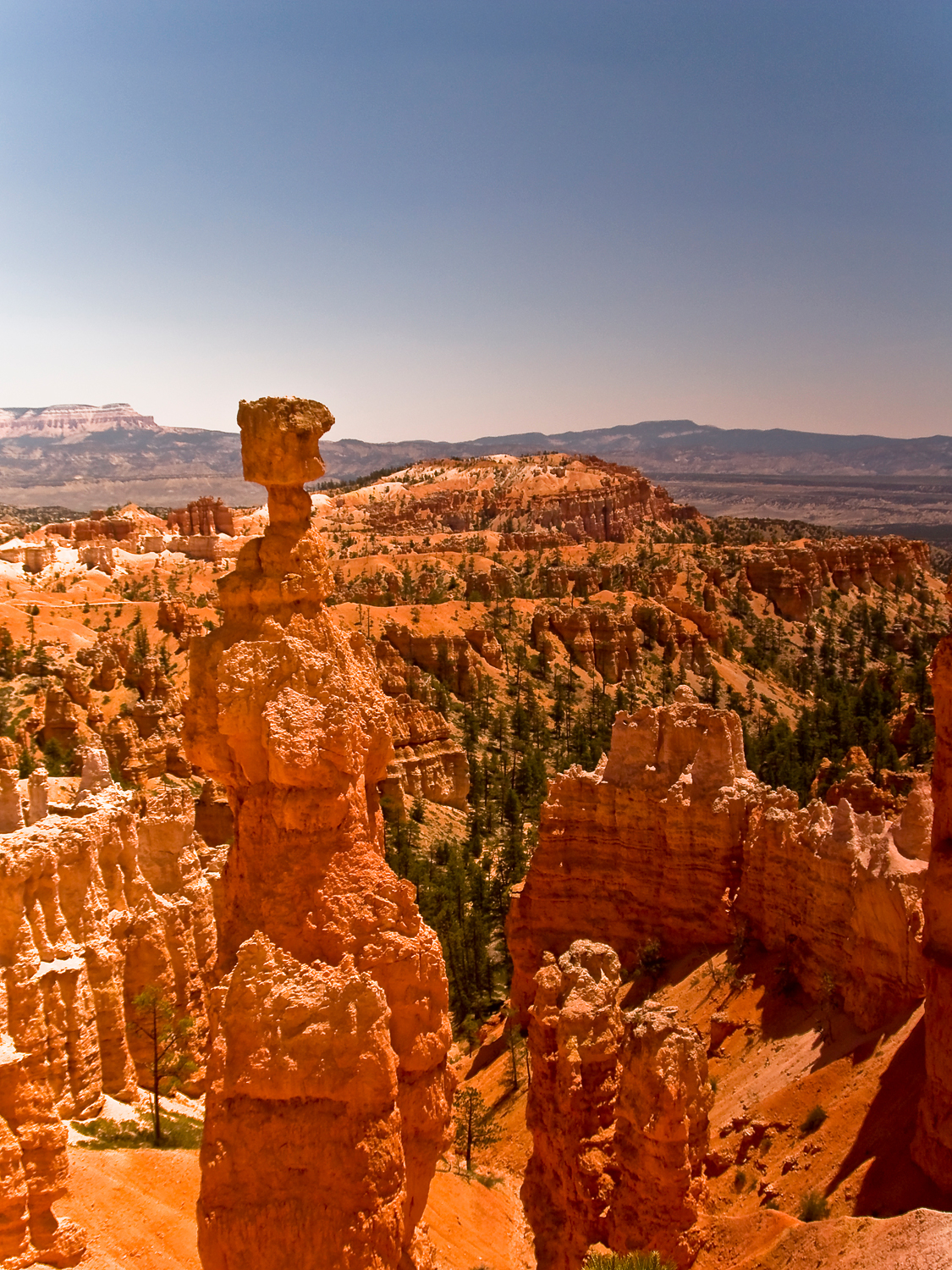
Hoodoo, le marteau de Thor.
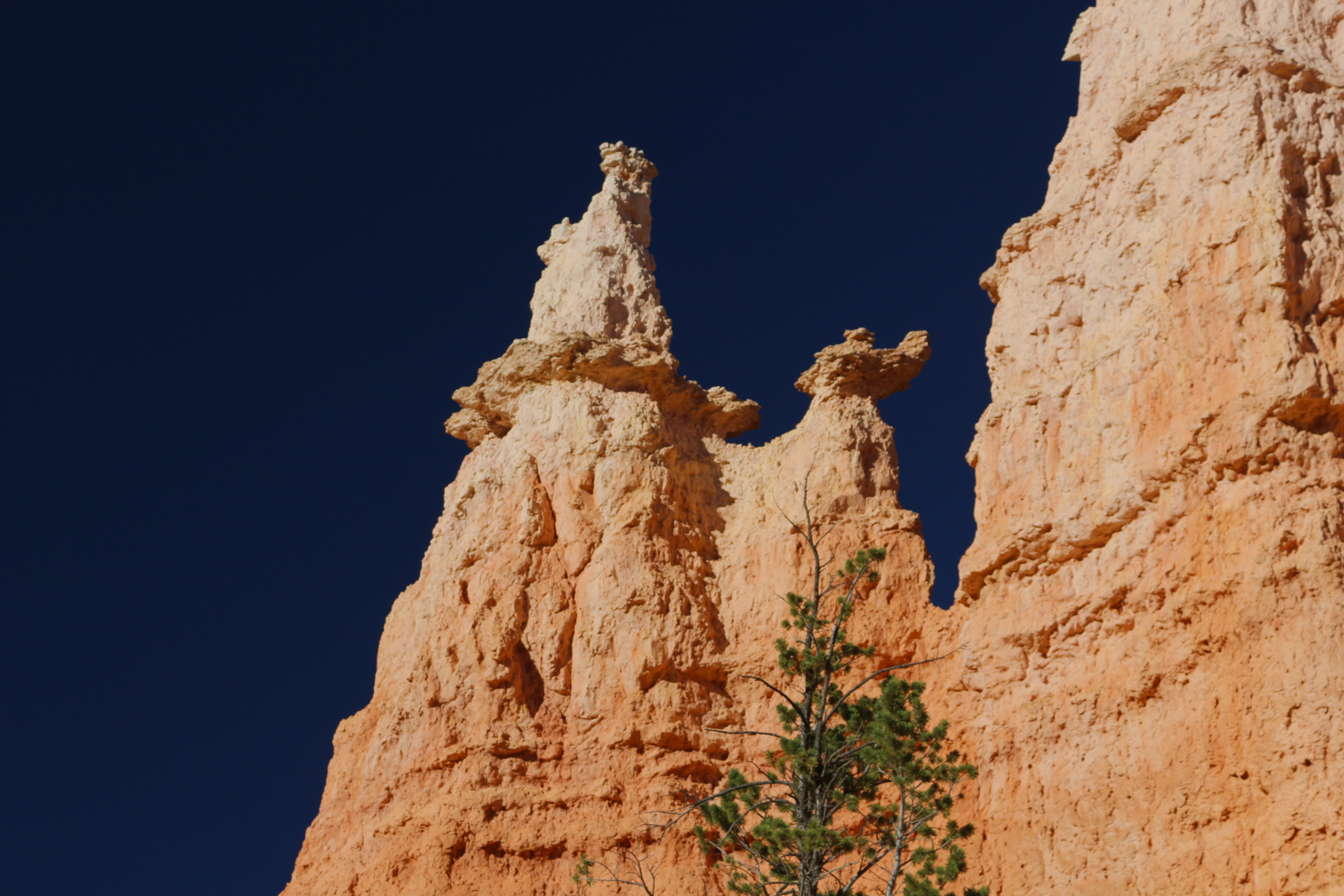
Hoodoo, la reine Victoria.
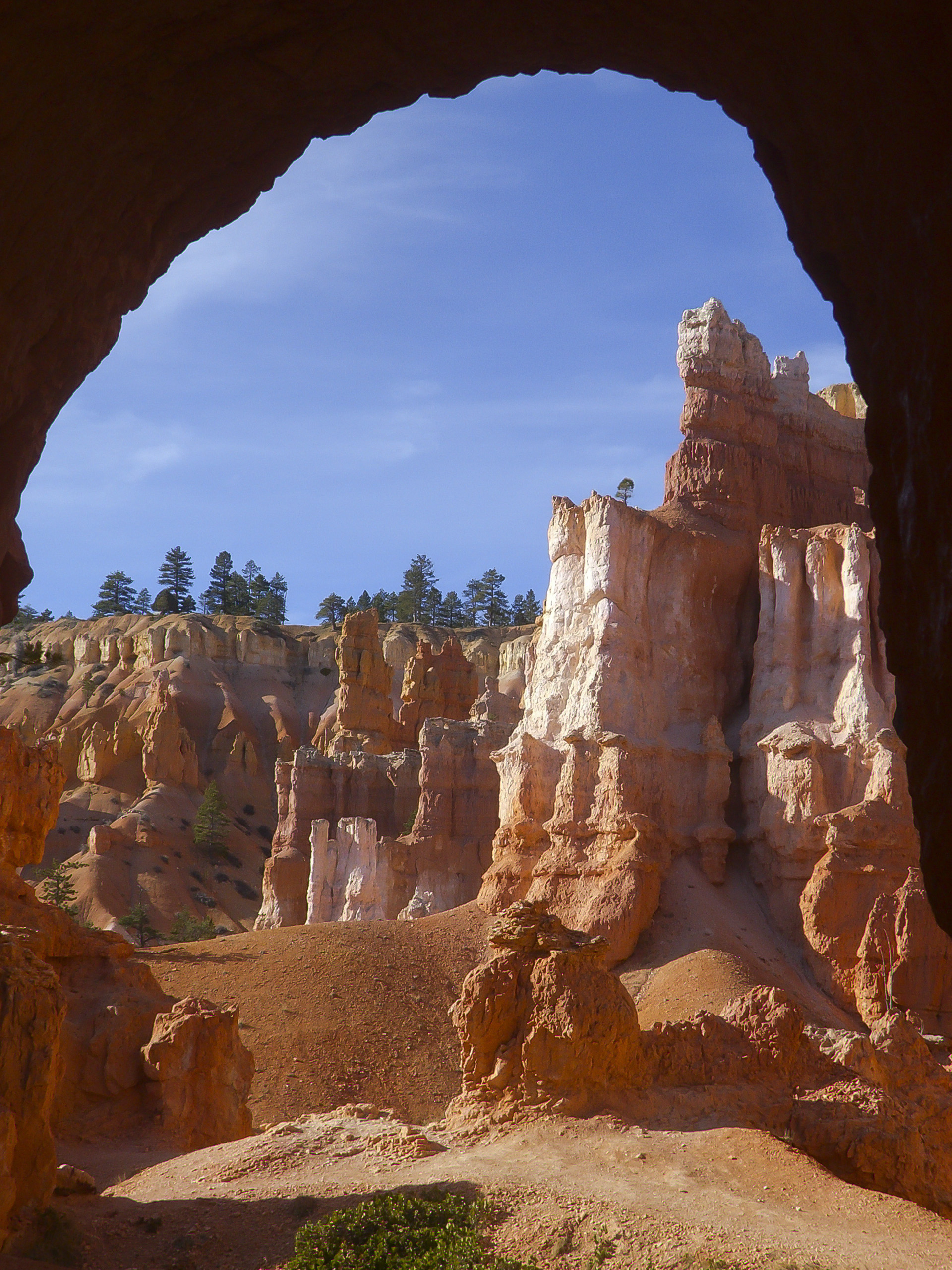
Hoodoos vu depuis une arche.

## Milieu naturel
Le parc national se trouve à l'ouest du plateau du Colorado, à la limite des déserts froids d'Amérique du Nord et de la cordillère occidentale des montagnes boisées du nord-ouest qui forment deux écorégions distinctes selon l'Agence de protection de l'environnement des États-Unis, le Colorado Plateaus et la Wasatch and Uinta Mountains, plus humide, qui permet une flore plus verte et haute,,. Les écorégions du WWF sont plus vastes et moins précises : il situe le parc dans l'écorégion Plateau de broussailles du Colorado.
Selon le National Park Service, le parc national est un véritable laboratoire à ciel ouvert pour les scientifiques. Grâce à une dénivellation de près de 700 mètres, il présente trois types de couverture forestière distinctes dépendant du climat. Cette variété de biotopes permet une riche biodiversité composée de plus de 100 espèces d'oiseaux, de dizaines de mammifères et de milliers de plantes.
À Bryce Canyon vivent trois espèces d'animaux répertoriées comme espèces menacées. Il s'agit du Chien de prairie de l'Utah, du Condor de Californie et du Moucherolle des saules.

### Faune
Le parc abrite 59 espèces de mammifères dont le Cerf hémione, le Puma, l'Écureuil terrestre doré, le Tamia mineur, le Bassarys rusé, la Souris sylvestre, le Coyote et le Chien de Prairie de l'Utah. Ce dernier n'est présent que dans le sud-ouest de l'Utah. L'Ours noir, bien que très rare dans le parc, est toutefois présent.
Parmi les 175 espèces d'oiseaux présentes, on trouve le Condor de Californie, le Grand Corbeau, le Faucon pèlerin, la Buse à queue rousse, le Colibri à queue large, le Colibri à gorge noire, le Moucherolle à ventre roux, l'Hirondelle à face blanche, la Mésange de Gambel, la Sittelle à poitrine blanche, le Cassenoix d'Amérique et le Geai de Steller. Certaines espèces ne font que passer dans le parc, d'autres y nichent seulement à la belle saison tandis que d'autres peu nombreux y restent toute l'année.
Le climat relativement froid et sec de Bryce Canyon, n'est pas idéal pour les tétrapodes à sang froid. On y trouve cependant onze espèces de reptiles et quatre espèces d'amphibiens. Le Crotale de l'Ouest, un serpent venimeux, en fait partie. Le parc accueille également le Grand Iguane à petites cornes, la Grenouille léopard, le Crapaud du Grand Bassin, le Lézard de Sagebrush et la Salamandre tigrée.
Selon les services du parc, des découvertes sont encore possibles concernant les insectes. 45 espèces de papillons et plus de 1 000 espèces d'insectes y ont toutefois été déjà répertoriées.

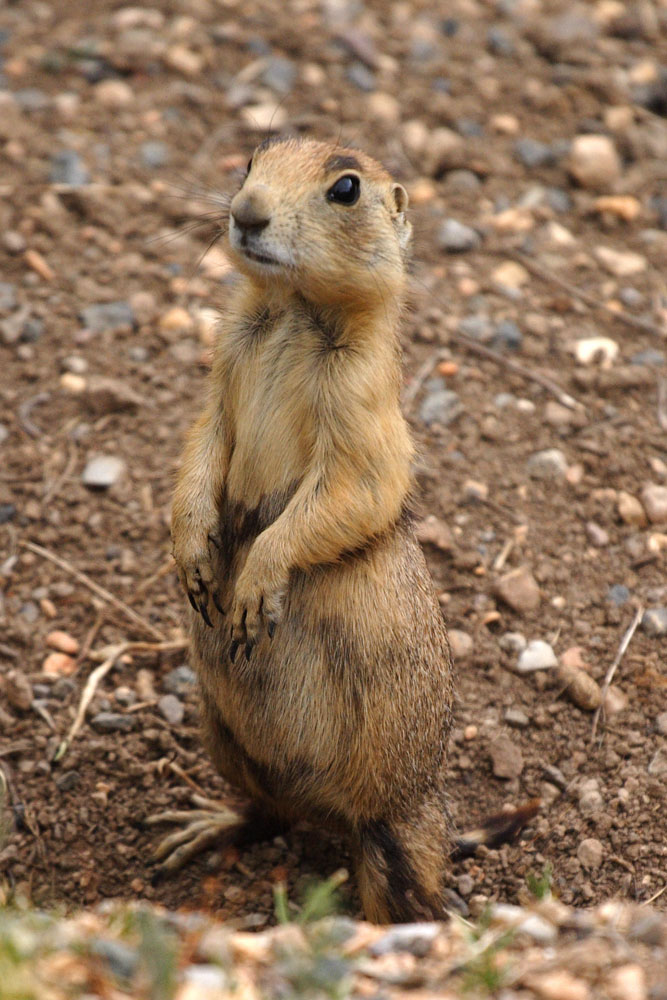
Chien de prairie de l'Utah, menacé il se rencontre essentiellement au sud de l'Utah.
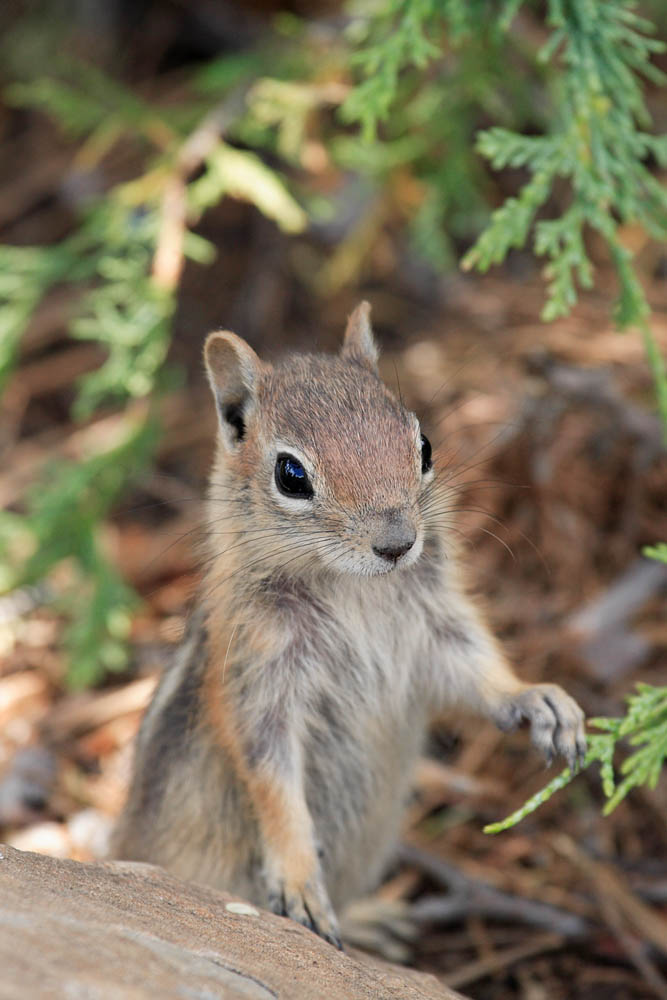
Écureuil terrestre doré, trouve sa nourriture dans les cônes des pins de la région.
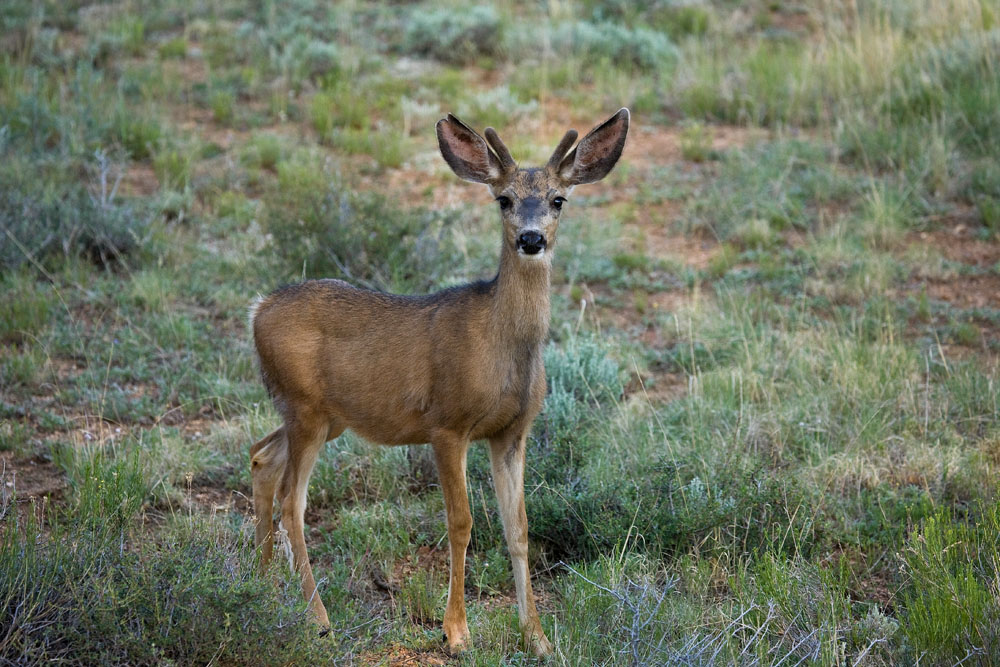
Cerf hémione.
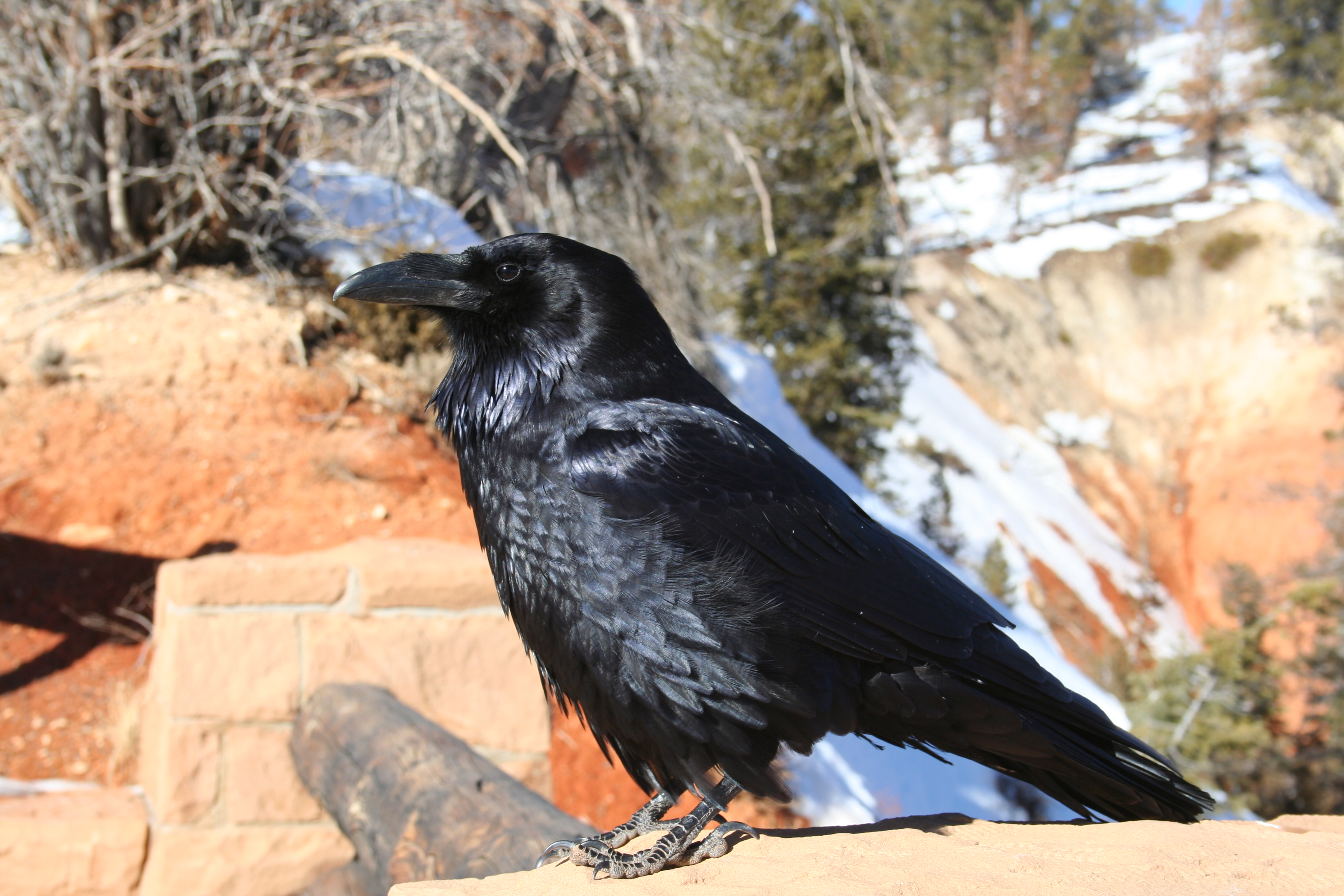
Grand Corbeau.
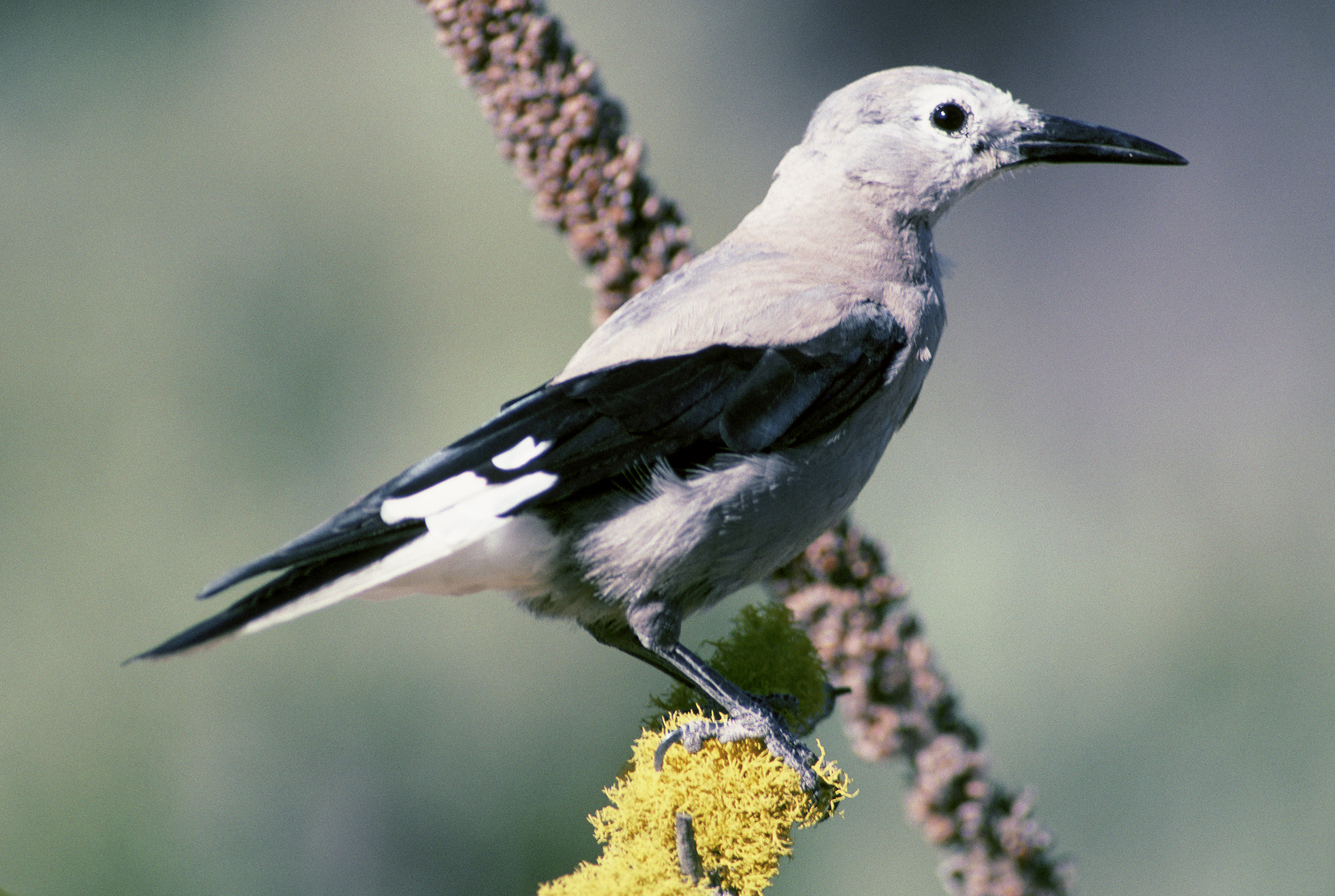
Cassenoix d'Amérique, apprécie les pignons présents dans les pins.
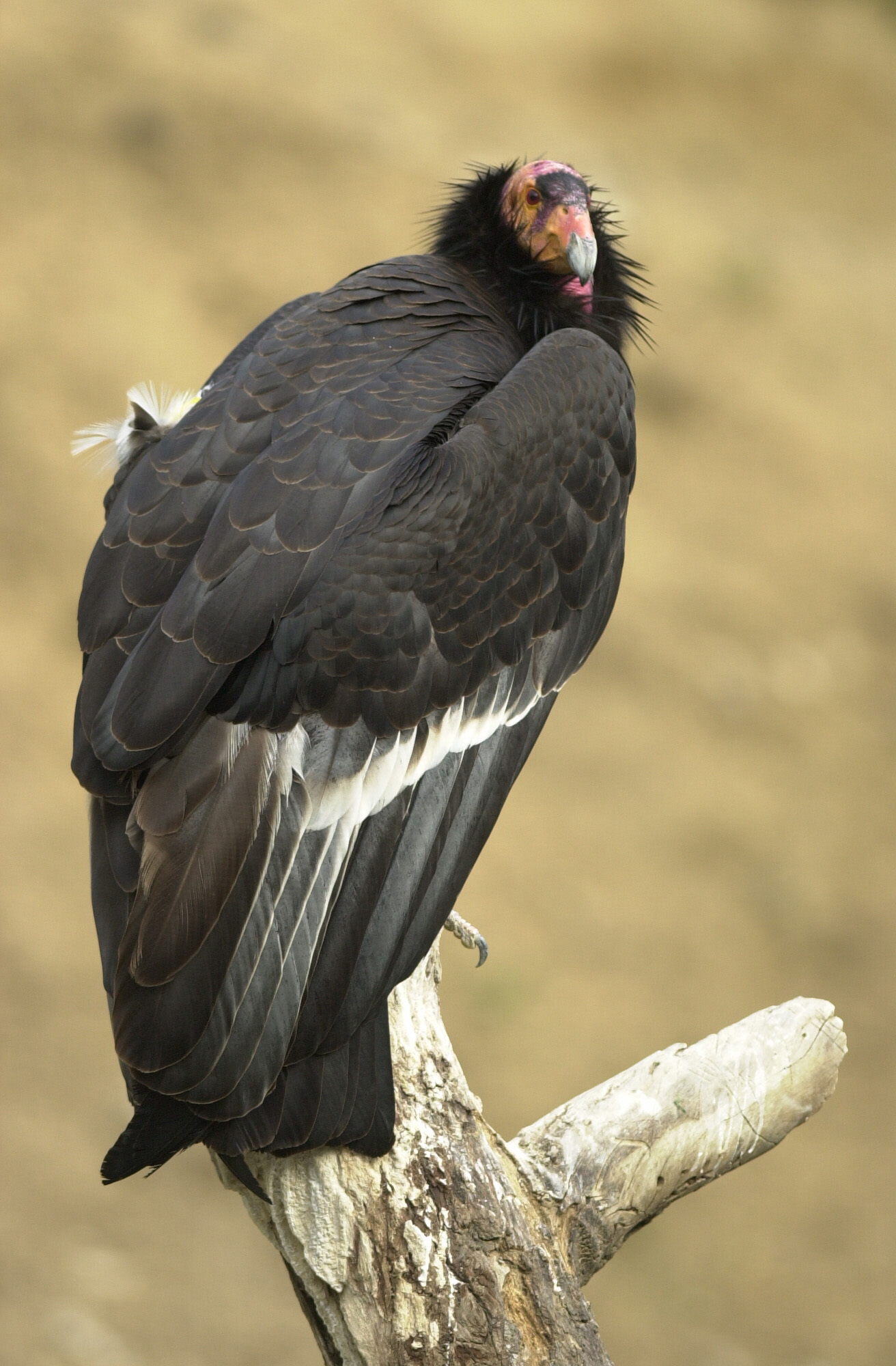
Condor de Californie, espèce réintroduite dans la zone du parc.
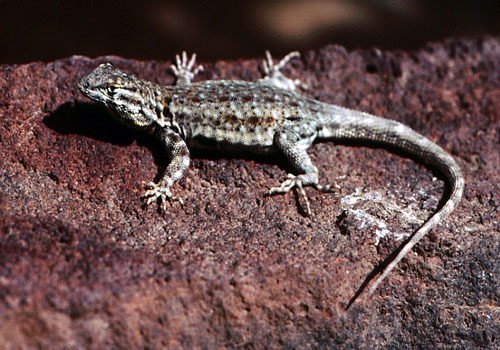
Lézard de Sagebrush, apprécie les zones recouvertes de buissons protecteurs.
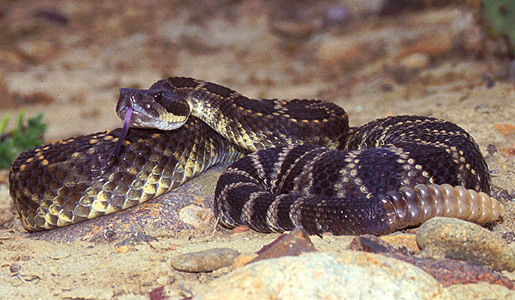
Crotale de l'Ouest, un serpent venimeux.

### Flore

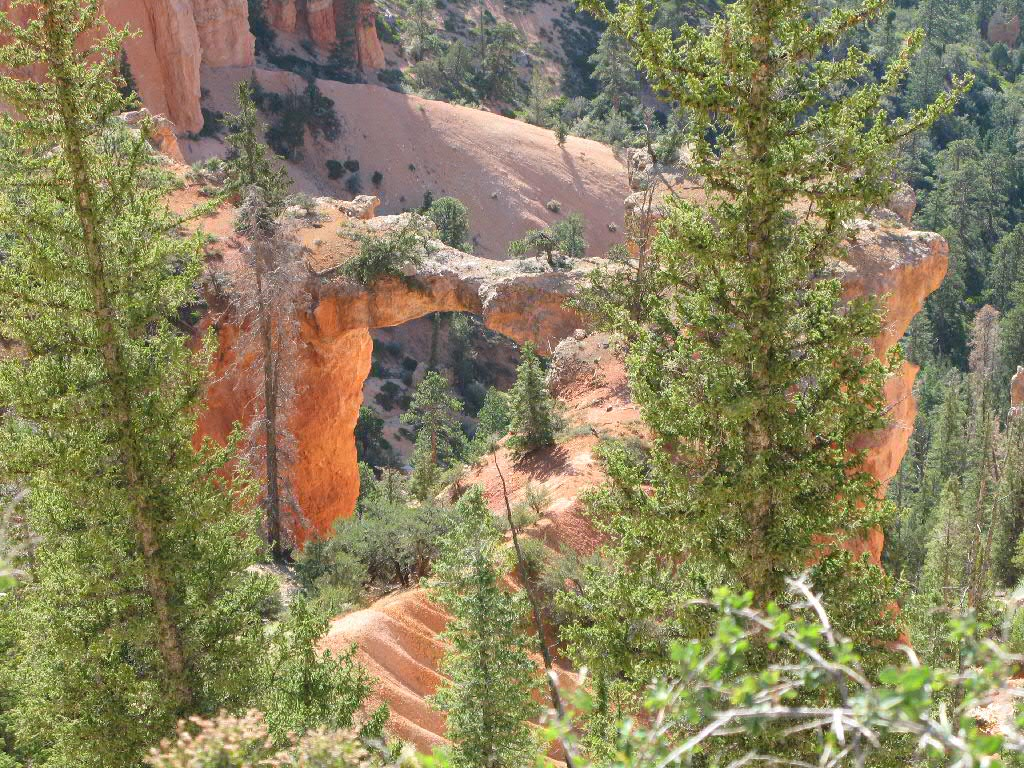
La forêt de la région est essentiellement composées de pins.

Grâce à son altitude élevée, le plateau reçoit bien plus d'eau que les plaines désertiques environnantes. Son climat est en outre plus frais et une flore très spécifique peut ainsi s'y développer.
Les sommets du parc sont recouverts par le Sapin du Colorado, l'Épicéa d'Engelmann et le Pin de Bristlecone. Le Pin jaune et l'Épicéa bleu dominent la forêt de moyenne altitude. La forêt des zones les plus basses du parc est composée de Pins à pignons et de Genévriers des Rocheuses. Cette zone accueille également le Chêne gambelii, des cactus et des yuccas.
Parmi les autres espèces représentatives, on trouve le Sapin de Douglas, le Pin flexible, le Peuplier faux-tremble et la Potentille frutescente. Des incendies sont parfois allumés par les services du parc afin de régénérer la biodiversité des écosystèmes.
De nombreuses fleurs, parfois endémiques, peuplent le parc : le Pinceau indien de Bryce Canyon (Castilleja revealii), le lin de Lewis (Linum lewisii), le penstemon (Penstemon bracteatus), l'Iris du Missouri (Iris missouriensis), le Zigadène élégant (Zigadenus elegans), l'ancolie (Aquilegia scopulorum), et le vélar (Erysimum capitatum). Présent dans le parc, le « pinceau indien du Wyoming » (Castilleja linariifolia) est la fleur emblème de l'État du Wyoming depuis le 31 janvier 1917,.

## Histoire

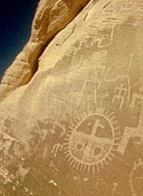
Les pétroglyphes et d'autres vestiges découverts indiquent que l'homme est présent dans la région depuis des milliers d'années.

Les recherches archéologiques sur le territoire du parc et les environs indiquent que l'arrivée des premiers hommes dans la région remonte à près de 12 000 ans. Ces premières populations ne font probablement que le traverser, sans l'occuper en permanence. Le parc présentant des conditions climatiques très rudes en hiver, il est difficile d'y vivre tout au long de l'année.
Au Paléolithique, à la fin de la dernière glaciation, le territoire sert de zone de chasse aux tribus Autochtones. Plus tard, des peuplades précolombiennes viennent chasser dans les zones forestières. Au moment de l'arrivée des premiers Européens, la tribu des Païutes se rend sur les hauts plateaux pour récolter les pignons des cônes des pins et pour y chasser le gibier.
Les mormons arrivent dans la région au cours du XIXe siècle, et détournent les cours d’eau des hauteurs pour irriguer les cultures des plaines en contrebas. Cette maîtrise de l’eau leur permet de transformer les terres jusque-là arides en champs fertiles.
En 1924, le parc obtient le statut de Monument national et en 1928 le statut de parc national, ce qui fait mieux connaître la région au public. Grâce à la compagnie de chemins de fer Union Pacific Railroad et aux travaux du Civilian Conservation Corps, le canyon devient alors plus facilement accessible. Le parc accueille au début du XXIe siècle plus d'un million de visiteurs chaque année.

### Autochtones

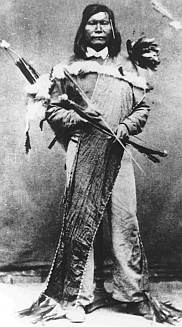
Autochtone de la tribu des Païutes.

Les premiers Autochtones occupent le proche plateau du Colorado il y a environ 12 000 ans, mais aucun vestige n'a pour le moment été découvert sur le plateau de Paunsaugunt.
De culture précolombienne, les Fremonts et les Anasazis s'installent dans la région voisine du plateau du Colorado à partir du IIe siècle, et jusqu'aux environs du XIIe siècle. Les premiers occupent le nord et l'ouest de la région, tandis que les seconds s'installent au sud et à l'est du plateau. Une expédition de l'université Harvard étudie entre 1928 et 1929 les Fremonts et les Anasazis dans l'Utah sur différents sites archéologiques. Noel Morss, un membre de l'expédition, découvre des indices établissant un lien possible entre ces deux cultures. De telles découvertes sont ainsi faites au niveau du plateau de Kaiparowits tout proche du parc. Des vestiges de poteries et de mocassins indiquent bien que ces deux cultures sont différentes même si de nombreux objets se ressemblent par ailleurs. Par exemple, les mocassins des Anasazis sont réalisés avec des feuilles tissées de Yuccas tandis que ceux des Fremonts sont réalisés avec des jarrets de cerfs,,.
Les autochtones païutes occupent la région du parc à partir du XIIe siècle. Le plateau de Paunsaugunt leur sert alors de lieu de chasse et de cueillette, mais aucun élément n'indique d'établissement permanent.
En 1936, un Païute vivant dans la réserve indienne de Kaibab (en) rapporte une des légendes de sa tribu concernant le canyon. Selon ce récit, les Païutes racontaient qu'avant l'arrivée des autochtones, un peuple légendaire habitait les lieux. Appelés To-when-an-ung-wa, ces êtres étaient des animaux de forme humaine. Ayant commis de mauvaises actions, ils sont punis par les coyotes qui les transforment tous en rochers. C'est une des interprétations légendaire véhiculée par la culture païute, présentant une explication à la présence sur le pourtour du canyon de rochers de formes et couleurs particulières. Les tribus autochtones nes riveraines ont donné le nom de Angka-ku-wass-a-wits à ce lieu, ce qui signifie « Figures peintes en rouge, ».

### Explorateurs et communauté mormone

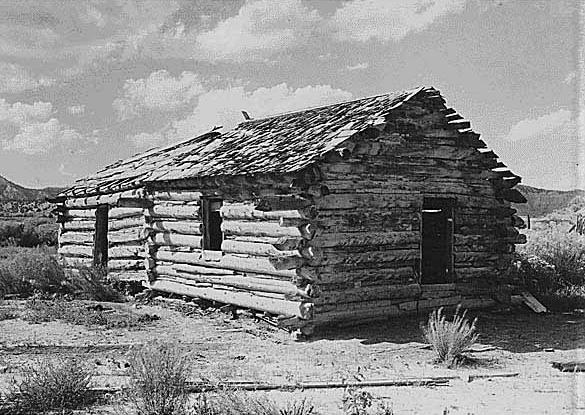
Maison habitée par E. Bryce et sa famille dans la région de Bryce Canyon.

En 1776, une exploration espagnole menée par des Franciscains passe au sud du parc au niveau de la frontière actuelle entre les États de l'Utah et de l'Arizona. Il est probable qu'ils aperçoivent les collines colorées du parc à distance. Quatre décennies plus tard, Jedediah Smith suit le cours de la rivière Sevier lors de son voyage qui l'emmène en 1826 vers la Californie espagnole.
Joseph Smith fonde la religion mormone en 1830, et ses premiers disciples envisagent de gagner l'Ouest du continent dès 1837. Les premiers mormons à parvenir dans la région du parc en 1844 sont à la recherche de zones favorables à l'agriculture. L'explorateur John Wesley Powell, qui a donné son nom au lac Powell tout proche, passe également dans la région en 1869 dans le but de la cartographier. En 1874, un groupe de familles mormones s’établit à la confluence de la rivière Paria et du ruisseau Henrieville Creek, pour fonder le village de Clifton. En 1875, le charpentier mormon Ebenezer Bryce et sa famille s'installent dans la localité avant de déménager rapidement plus en amont de la vallée. Il y construit un système d'irrigation et une route à travers les collines afin d'avoir plus facilement accès aux arbres de la forêt, et les habitants de la région prennent l'habitude d'appeler l'endroit le « Canyon de Bryce ». On attribue à Bryce le commentaire « Fichu endroit pour perdre une vache ! », cependant il est peut-être apocryphe. Ebenezer Bryce migre avec sa famille en Arizona en 1880, mais l'appellation est demeurée,. Le village de Clifton est abandonné en 1877, et les localités de Cannonville et d'Henrieville le remplacent. L’autre localité de la région, baptisée « Tropic », est fondée en 1891,,.

### Histoire du parc

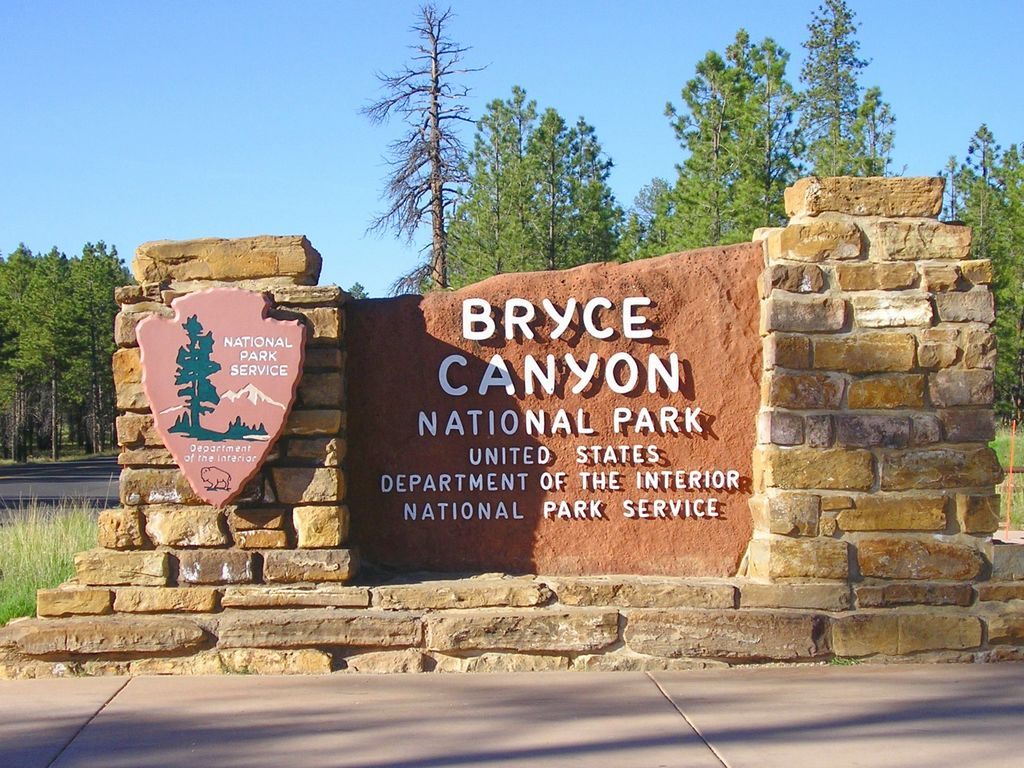
Entrée du parc national de Bryce Canyon, géré par le National Park Service.

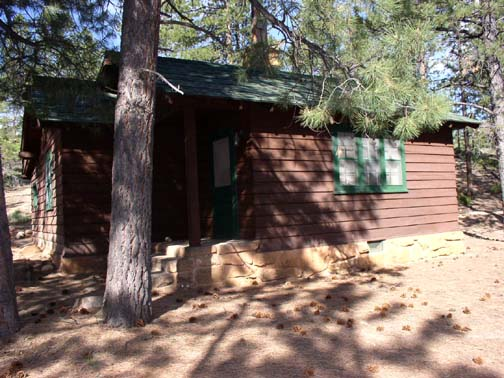
Cabanon de l'Old National Park Service Housing Historic District.

Au début du XXe siècle, l'un des plus fervents partisans du classement de la région en parc national est J. W. Humphrey, un employé du Service des forêts des États-Unis. Il est transféré dans l'Utah en 1915, et se voit invité à visiter un lieu portant le nom de Sunset Point. Émerveillé par le paysage exceptionnel, il lance des projets pour rendre le lieu accessible au public. Il envoie une série de photographies et de films au bureau du Service des Forêts, ainsi qu'à des décideurs de la compagnie de chemin de fer Union Pacific Railroad. Des articles sont publiés dans des journaux pour mettre en avant la magie du lieu,.

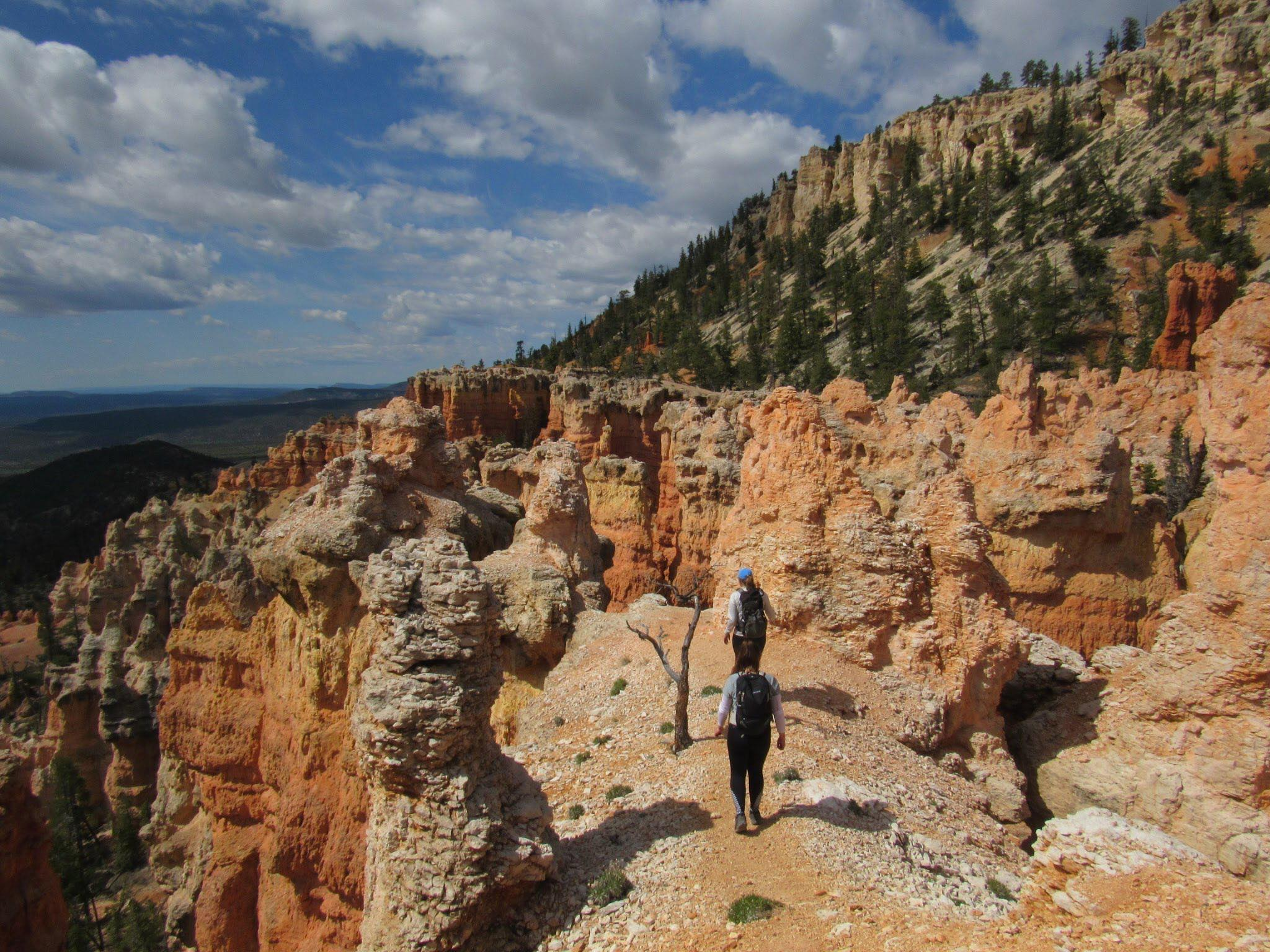
Parc national du Bryce Canyon, Utah, mai 2019, crédit – Magalie Brochu

En 1916, Humphrey fait réaliser des travaux pour un montant de 50 dollars pour rendre accessible une partie du parc au trafic automobile. En 1919, les premiers touristes en provenance de Salt Lake City visitent la région du canyon, et passent leurs nuits sous tentes. En 1920, un premier cabanon de plusieurs chambres est construit. Cette zone est rachetée par la compagnie ferroviaire. La même année, le complexe hôtelier Rubys' Inn est construit juste à l'extérieur des limites actuelles du parc. L'Union Pacific construit en 1925 un nouveau cabanon à proximité de Sunset Point. Il est régulièrement agrandi jusqu'en 1927. Le 8 juin 1923, le président des États-Unis Warren G. Harding déclare le lieu « Monument national ». La zone entourant le monument national est achetée par le gouvernement fédéral à l’Utah, et le 25 février 1928, le lieu devint officiellement parc national,.
En 1930, des travaux permettent de relier le parc avec ceux de Zion, de Capitol Reef et du Grand Canyon. Les touristes peuvent ainsi visiter plus facilement les quatre parcs. En 1931, des sentiers pédestres et équestres sont ajoutés par les équipes du parc et une route est prolongée jusqu'au Rainbow Point en 1934. De nombreux travaux sont effectués dans les années 1930 par le Civilian Conservation Corps. Ils ajoutent des campements, des parkings, des clôtures et un musée. Parmi les travaux d'infrastructures, le parc favorise la construction de logements comme le Rainbow Point Comfort Station and Overlook Shelter et le complexe de Bryce Inn, qui sont par la suite classés en tant que National Historic Landmark.
En 1931 et 1942, le parc est agrandi pour atteindre sa taille actuelle de 145 km2. De sa création jusqu'en 1956, le parc est géré par la même direction que celle du parc national de Zion. Fondée depuis 1961, l'association à but non lucratif Bryce Canyon Natural History Association (BCNHA) participe à la gestion du parc en aidant les employés fédéraux dans différentes tâches comme l'information des visiteurs. Finalement, des travaux de rénovation des infrastructures ont eu lieu au début du XXIe siècle.
Dans l'optique d'une protection du site, le développement du tourisme et du parc se sont faits au détriment de l'élevage du bétail, présent dans le canyon depuis les années 1870. La zone dispose en effet de quelques zones herbacées ainsi que des sources d'eau potable. Entre 1903 et 1929, le Service des Forêts met en application un système de permis en vue de mieux contrôler et réguler l'élevage local. Les éleveurs ont l'obligation d'obtenir une autorisation pour faire paître leur bétail dans le canyon. L'accès au nord du parc est interdit au bétail en 1936. En 1940, on y dénombre encore 2 300 moutons, 800 chevaux et de nombreuses vaches. Les moutons sont interdits dès 1946 dans tout le parc ; il ne reste plus que 800 vaches en 1953, et le reste du bétail est banni à partir de 1964. Des clôtures sont également ajoutées autour du parc afin d'empêcher le bétail d'entrer. Des conduites drainent une partie de l'eau du parc pour abreuver le bétail déplacé à l'extérieur.

## Gestion et administration

Logo du National Park Service.

Le parc national est administré par le service national des parcs (National Park Service) qui dépend du ministère de l'intérieur américain. Ce service national dispose d'un budget annuel total de 2,361 milliards de dollars (2005) et doit gérer au niveau national plusieurs zones protégées dont la superficie totale avoisine les 340 000 km2.
Le rôle du service national des parcs est de préserver et de protéger les ressources naturelles et culturelles. Le Congrès des États-Unis lui a conféré le titre d'agence fédérale lors de la ratification du National Park Service Organic Act le 25 août 1916. Selon cette loi, la mission du service est de promouvoir et de réguler l'utilisation des parcs nationaux en protégeant les paysages, la vie sauvage et les sites historiques en vue de les laisser intacts pour les générations futures. La chasse, l'exploitation minière et forestière ainsi que la collecte de ressources naturelles et culturelles sont illégales dans le parc. L'exploration et l'exploitation de pétrole ou de gaz naturel sont également interdites.
Chaque année, le parc accueille près d'un million de visiteurs en dépit de son accessibilité limitée due à son éloignement des grands centres urbains. Il est géré par un peu moins de 50 agents du National Park Service dont le travail consiste à accueillir les visiteurs et à protéger le milieu naturel. Les services du parc doivent constamment restaurer les sentiers de randonnées, car ceux-ci sont également touchés par l'érosion qui affecte le parc. Le milieu naturel est également protégé, notamment par la surveillance et la destruction des plantes indésirables non indigènes. Différentes incitations visent à encourager les visiteurs à ne pas employer leurs véhicules dans le parc en leur fournissant des navettes gratuites ou en développant des pistes cyclables. Des séances de sensibilisation aux richesses du parc sont aussi proposées aux visiteurs ainsi qu'à de nombreuses écoles.

## Tourisme
Le parc, célèbre pour ses paysages colorés composés d'amphithéâtres naturels creusés dans la partie orientale du plateau de Paunsaugunt, attire plus d'un million de touristes chaque année. En 2011, le parc national de Bryce Canyon est classé quinzième en nombre de visiteurs sur les 58 parcs nationaux du pays. Le plus visité est celui des Great Smoky Mountains avec 9 008 830 visiteurs et le second est le Grand Canyon avec 4 298 178 visiteurs.

### Infrastructures

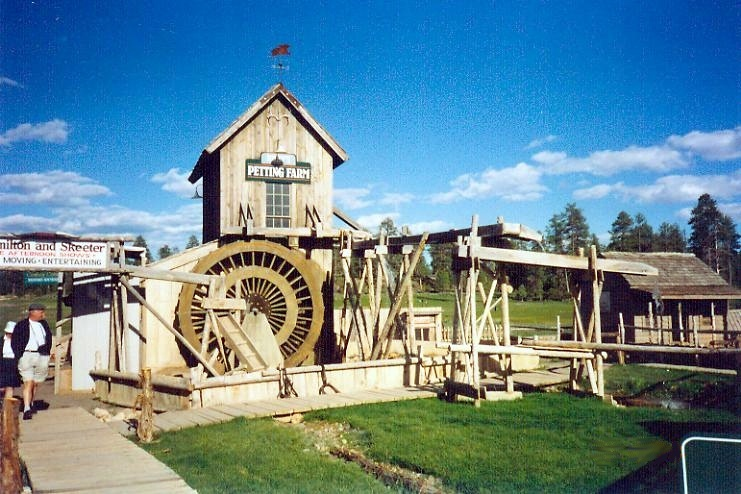
Attractions touristiques à Ruby's Inn, près de l'entrée du parc.

Le parc, accessible uniquement par une route, est ouvert tout au long de l'année, tout comme ses infrastructures, sauf certains jours fériés. Un système de navettes gratuites à l'intérieur du parc permet de réduire le nombre de véhicules sur les routes.
Une route panoramique permet d'accéder à treize points de vue d'où l'on peut contempler les structures géologiques. Plusieurs sentiers balisés peuvent être parcourus en moins d'une journée. Ceux-ci sont classés en trois catégories en fonction de leur niveau de difficulté. Les plus faciles mesurent entre 1,3 km (Mossy Cave Trail) et 2,9 km (Queens Garden), les moyens entre 2,2 km (Navajo Trail) et 7,2 km (Swamp Canyon) tandis que les plus difficiles peuvent atteindre jusque 14,2 km (Riggs Spring Fire Trail). Pour les randonnées qui nécessitent de passer la nuit dans le parc, il est nécessaire d'obtenir un permis payant pour chaque groupe de touristes. Il est alors possible de loger dans les lieux de campements prédéfinis. Des randonnées à cheval payantes sont également proposées par une société qui a obtenu l'autorisation du National Park Service.
Des campements accessibles par les véhicules sont répartis en divers endroits du parc et disposent d’une infrastructure de base dont des sanitaires. Les services du parc proposent également des activités éducatives relatives à la géologie et à l'astronomie. En hiver, il est aussi possible d'y faire des randonnées en raquettes et des pistes non damées sont accessibles pour le ski de fond.

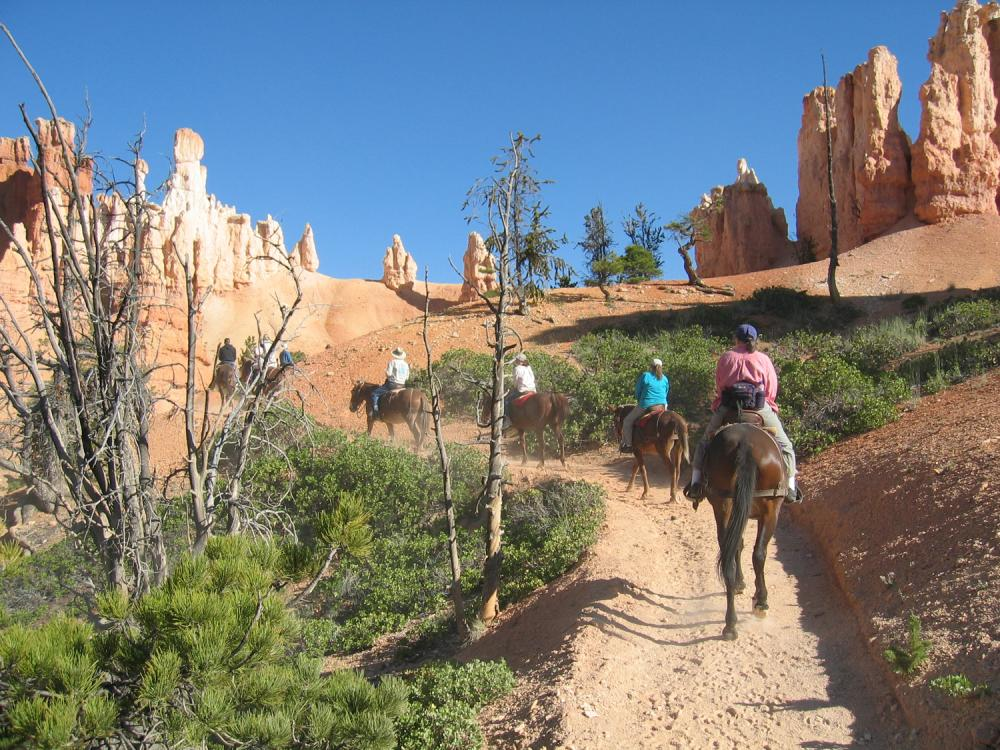
Randonnées à cheval dans le parc.

Son éloignement par rapport aux activités humaines permet à la zone de disposer d'un air de très bonne qualité qui offre une visibilité s'étendant à plus de 300 km. En raison de l'absence de luminosité parasite causée par l'éclairage nocturne, le lieu est très apprécié des astronomes amateurs. Un festival d'astronomie y a d'ailleurs lieu chaque année.
Deux districts historiques inscrits au Registre national des lieux historiques se trouvent dans le parc : le district historique du Bryce Canyon Lodge et le district historique des Bryce Canyon National Park Scenic Trails ; ce dernier comporte cinq sentiers de randonnée.

### Environs
Le parc n'est bien souvent qu'une étape parmi d'autres pour les touristes. Le sud de l'Utah et le nord de l'Arizona présentent de nombreux sites touristiques. À proximité du parc se trouvent le nord du parc national du Grand Canyon, le parc national de Zion et le parc national de Capitol Reef. La route touristique américaine Utah State Route 12 qui relie Bryce Canyon à Capitol Reef est en elle-même une attraction. La nature est présente dans toute cette région peu habitée, notamment dans l'immense forêt nationale de Dixie. La région du lac Powell et sa Glen Canyon National Recreation Area offre de nombreuses possibilités de loisirs. En plus des parcs nationaux, la région de Bryce Canyon abrite de nombreux monuments nationaux comme le Grand Staircase-Escalante, le Cedar Breaks, le Rainbow Bridge et le Vermilion Cliffs. Tous ces lieux ont été reconnus d'intérêt national pour leurs paysages naturels spécifiques, leurs richesses archéologiques, géologiques ou paléontologiques.

### Hommages au parc
- L'USS Bryce Canyon, un navire de guerre de la Marine américaine naviguant au sein de la flotte de l'océan Pacifique est nommé en hommage au parc. Il fut en service actif de septembre 1950 à fin juin 1981[57].
- L'astéroïde 49272 Bryce Canyon est également baptisé en hommage au parc[58].
- Le décor de l'attraction Big Thunder Mountain de Disneyland en Californie a été conçu en se fondant sur les paysages et les formes géologiques du parc[59], et en particulier sur les hoodoos.
- Le compositeur français Olivier Messiaen en a fait une évocation musicale dans la deuxième partie de son Des canyons aux étoiles…, écrit entre 1971 et 1974.
- Dans le jeu vidéo post-apocalyptique Horizon Zero Dawn, une partie de la carte est située à Bryce Canyon. On y trouve notamment les installations principales du projet Aube Zéro, et quelques hoodoos font partie du paysage[60].

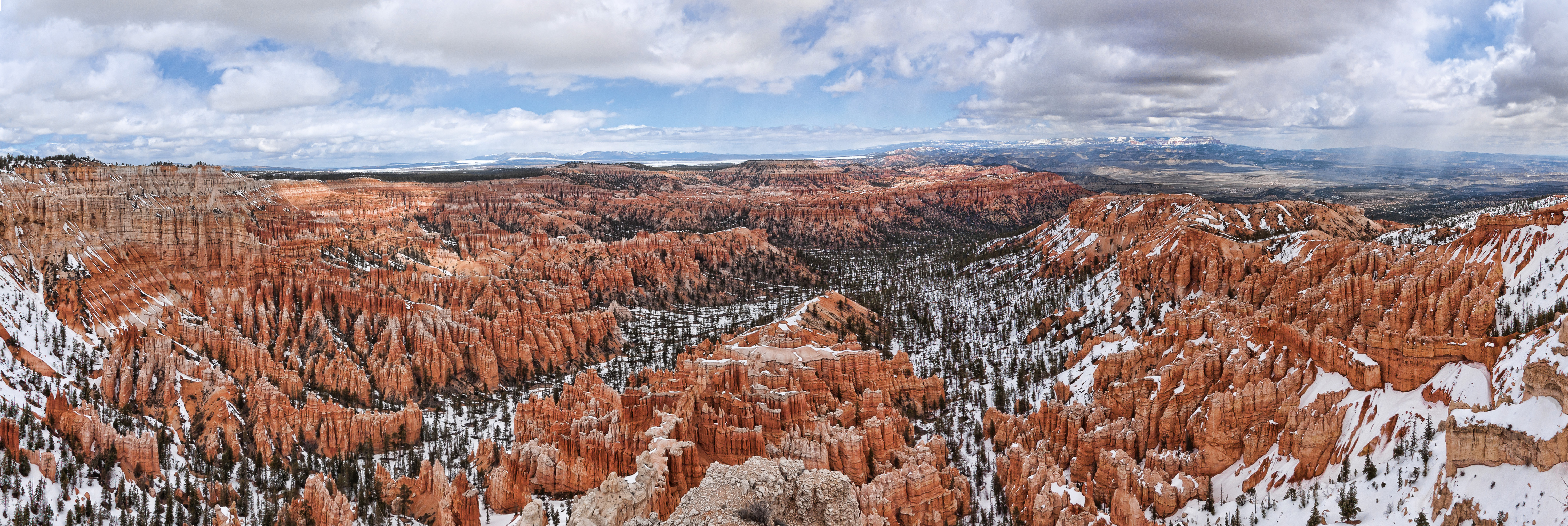
Panorama au Bryce Point.